# Flora roślin naczyniowych Polski
Lista obejmuje gatunki rodzime i obce zadomowione (metafity). Status we florze polskiej przyjęty został według adnotowanego wykazu gatunków roślin naczyniowych Polski oraz zestawienia gatunków obcych. Nie zostały uwzględnione gatunki o problematycznym statusie (niepewnej obecności) we florze Polski, przejściowo tylko dziczejące lub zawlekane oraz spotykane tylko w uprawie.
Wykaz taksonów ułożony jest systematycznie na poziomie rzędów – kolejne taksony tej rangi podane są w kolejności zgodnie z ujęciem Angiosperm Phylogeny Website (APWeb). Klasyfikacja systematyczna zgodnie z APWeb jest aktualizowaną wersją systemu APG IV (2016). Układ rodzin i należących do nich gatunków jest już jednak alfabetyczny. 
Obowiązujące nazewnictwo naukowe przyjęto za aktualizowaną bazą taksonomiczną publikowaną przez Kew Gardens – Plants of the World Online. W przypadku użycia odmiennej nazwy (synonimu) w adnotowanym wykazie gatunków roślin naczyniowych Polski, nazwa taka podana została na drugiej pozycji po znaku „≡”. Odmienne ujęcia taksonomiczne w obrębie niektórych rodzin według baz taksonomicznych The Euro+Med PlantBase i WFO The World Flora Online dodane zostało w formie komentarza pod nazwą rodziny.
Nazwy zwyczajowe przyjęte zostały za adnotowanym wykazem gatunków roślin naczyniowych Polski. Rzadkie różnice dotyczą sytuacji, gdy jedna z nazw wskazanych jako poboczna odpowiada współczesnemu ujęciu systematycznemu zgodnie z Plants of the World Online, ewentualnie wykorzystano nazwy podane przez innych autorów, jeśli odpowiadają one klasyfikacji taksonomicznej. Ze względu na niedostatek źródeł dla nazewnictwa zwyczajowego w języku polskim uwzględniających zmiany, które zaszły w taksonomii roślin w kilku minionych dekadach (adnotowany wykaz gatunków flory polskiej w niewielkim zakresie został pod tym względem zaktualizowany między 1995 i 2020 rokiem), w wielu miejscach nazwy zwyczajowe nie odpowiadają klasyfikacji (przynależności gatunków do rodzajów) i randze taksonomicznej – z braku alternatyw dwuczłonowe nazwy gatunkowe stosowane są dla podgatunków lub dwie, czy trzy nazwy gatunkowe odnoszą się do jednego współcześnie szerzej ujmowanego gatunku. 
Lista obejmuje taksony w randze gatunku. Podgatunki zostały podane, gdy w jednym z podstawowych źródeł (tj. w adnotowanym wykazie gatunków lub Plants of the World Online) dany takson ujmowany był w randze gatunku. Nie ujęto na liście taksonów z rodzajów obejmujących wiele mikrogatunków odsyłając do artykułów o tych rodzajach i docelowo tam zawartych informacji o gatunkach występujących w Polsce. Dotyczy to rodzajów: przywrotnik Alchemilla, jeżyna Rubus, mniszek Taraxacum, jastrzębiec Hieracium i kosmaczek Pilosella.

## Lycopodiopsidawidłaki

### Isoetalesporyblinowce

#### Isoetaceaeporyblinowate
- Isoetes echinospora Durieu – poryblin kolczasty
- Isoetes lacustris L. – poryblin jeziorny

### Lycopodialeswidłakowce

#### Lycopodiaceaewidłakowate
Poniższe ujęcie systematyczne jest także zgodne z monografią „Lykopodiofity Polski”. W ujęciu The Euro+Med PlantBase oraz WFO The World Flora Online poniższe gatunki grupowane są w trzy rodzaje: Huperzia, Lycopodiella  i Lycopodium (ten ostatni obejmuje także Diphasiastrum i Spinulum).
- Diphasiastrum alpinum (L.) Holub – widlicz alpejski
- Diphasiastrum complanatum (L.) Holub – widlicz spłaszczony
- Diphasiastrum × issleri (Rouy) Holub – widlicz Isslera
- Diphasiastrum × oellgaardii Stoor, Boudrie, Jérôme, K.Horn & Bennert – widlicz Oellgaarda
- Diphasiastrum tristachyum (Pursh) Holub – widlicz cyprysowy
- Diphasiastrum zeilleri (Rouy) Holub – widlicz Zeillera
- Huperzia selago (L.) Bernh. ex Schrank & Mart. – wroniec widlasty
- Lycopodiella inundata (L.) Holub – widłaczek torfowy
- Lycopodium clavatum L. – widłak goździsty
- Lycopodium lagopus (Laest. ex C.Hartm.) Zinserl. ex Kuzen. – widłak jednokłosowy[10]
- Spinulum annotinum (L.) A. Haines ≡ Lycopodium annotinum L. – kolcowidłak jałowcowaty[10]

### Selaginellaleswidliczkowce

#### Selaginellaceaewidliczkowate
- Selaginella helvetica (L.) Spring – widliczka szwajcarska (gat. wymarły)
- Selaginella selaginoides (L.) P.Beauv. ex Schrank & Mart. – widliczka ostrozębna

## Polypodiopsidapaprocie

### Equisetalesskrzypowce

#### Equisetaceaeskrzypowate
- Equisetum arvense L. – skrzyp polny
- Equisetum fluviatile L. – skrzyp bagienny
- Equisetum × font-queri Rothm. (E. palustre × E. telmateia) – skrzyp mokradłowy
- Equisetum hyemale L. – skrzyp zimowy
- Equisetum × litorale Kühlew ex Rupr. (E. arvense × E. fluviatile) – skrzyp pośredni
- Equisetum × moorei Newman (E. hyemale × E. ramosissimum) – skrzyp Moore’a
- Equisetum palustre L. – skrzyp błotny
- Equisetum pratense Ehrh. – skrzyp łąkowy
- Equisetum ramosissimum Desf. – skrzyp gałęzisty
- Equisetum sylvaticum L. – skrzyp leśny
- Equisetum telmateia Ehrh. – skrzyp olbrzymi
- Equisetum variegatum Schleich. ex F. Weber & D. Mohr – skrzyp pstry

### Ophioglossalesnasięźrzałowce

#### Ophioglossaceaenasięźrzałowate
- Botrychium lanceolatum (S.G. Gmel.) Ångström – podejźrzon lancetowaty (gat. wymarły)
- Botrychium lunaria (L.) Sw. – podejźrzon księżycowy
- Botrychium matricariifolium (Döll) A. Braun ex W.D.J. Koch – podejźrzon marunowy
- Botrychium multifidum (S.G. Gmel.) Rupr. – podejźrzon rutolistny
- Botrychium simplex E. Hitchc. – podejźrzon pojedynczy
- Botrychium virginianum (L.) Sw. – podejźrzon wirginijski
- Ophioglossum vulgatum L. – nasięźrzał pospolity

### Osmundalesdługoszowce

#### Osmundaceaedługoszowate
- Osmunda regalis L. – długosz królewski

### Hymenophyllalesrozpłochowce

#### Hymenophyllaceaerozpłochowate
- Trichomanes speciosum Willd. – włosocień delikatny

### Salvinialessalwiniowce

#### Marsileaceaemarsyliowate
- Marsilea quadrifolia L. – marsylia czterolistna
- Pilularia globulifera L. – gałuszka kulecznica

#### Salviniaceaesalwiniowate
- Azolla filiculoides Lam. – azolla drobna (metafit)
- Salvinia natans (L.) All. – salwinia pływająca

### Polypodialespaprotkowce

#### Aspleniaceaezanokcicowate
- Asplenium adiantum-nigrum L. – zanokcica ciemna
- Asplenium adulterinum Milde – zanokcica serpentynowa
- Asplenium × alternifolium Wulfen – zanokcica niemiecka
- Asplenium × centovallense D.E. Meyer – zanokcica wielołatkowa
- Asplenium cuneifolium Viv. – zanokcica klinowata
- Asplenium ruta-muraria L. – zanokcica murowa
- Asplenium scolopendrium L. – zanokcica języcznik, języcznik zwyczajny
- Asplenium septentrionale (L.) Hoffm. – zanokcica północna
- Asplenium trichomanes L. – zanokcica skalna
- Asplenium viride Huds. – zanokcica zielona

#### Athyriaceaewietlicowate
- Athyrium distentifolium Tausch ex Opiz – wietlica alpejska
- Athyrium filix-femina (L.) Roth – wietlica samicza

#### Blechnaceaepodrzeniowate
- Struthiopteris spicant (L.) Weis ≡ Blechnum spicant (L.) Roth – podrzeń żebrowiec

#### Cystopteridaceaepaprotnicowate
- Cystopteris alpina (Lam.) Desv. – paprotnica królewska
- Cystopteris × christii Hahne – paprotnica Christa
- Cystopteris fragilis (L.) Bernh. – paprotnica krucha
- Cystopteris montana (Lam.) Bernh. – paprotnica górska
- Cystopteris sudetica A.Braun & Milde – paprotnica sudecka
- Gymnocarpium dryopteris (L.) Newman – cienistka trójkątna
- Gymnocarpium robertianum (Hoffm.) Newman – cienistka Roberta

#### Dennstaedtiaceaedenstediowate
- Pteridium aquilinum (L.) Kuhn – orlica pospolita

#### Dryopteridaceaenerecznicowate
- Dryopteris abbreviata (Lam. & DC.) Newman – nerecznica mocna
- Dryopteris borreri Newman – nerecznica Borrera
- Dryopteris cambrensis (Fraser-Jenk.) Beitel & W.R.Buck – nerecznica walijska
- Dryopteris carthusiana (Vill.) H.P.Fuchs – nerecznica krótkoostna
- Dryopteris cristata (L.) A.Gray – nerecznica grzebieniasta
- Dryopteris dilatata (Hoffm.) A.Gray – nerecznica szerokolistna
- Dryopteris expansa (C.Presl) Fraser-Jenk. & Jermy – nerecznica górska
- Dryopteris filix-mas (L.) Schott – nerecznica samcza
- Dryopteris pseudodisjuncta  (Fraser-Jenk.) Fraser-Jenk. – nerecznica elegancka
- Dryopteris remota (Döll) Druce – nerecznica pośrednia
- Dryopteris villarii (Bellardi) Woyn. ex Schinz & Thell. – nerecznica Villara
- Polystichum aculeatum (L.) Roth – paprotnik kolczysty
- Polystichum braunii (Spenn.) Fée – paprotnik Brauna
- Polystichum lonchitis (L.) Roth – paprotnik ostry
- Polystichum × luerssenii Hahne – paprotnik Luerssena
- Polystichum setiferum (Forssk.) T.Moore ex Woynar – paprotnik szczcinkozębny

#### Onocleaceaeonokleowate
- Matteuccia struthiopteris (L.) Todaro – pióropusznik strusi

#### Polypodiaceaepaprotkowate
- Polypodium interjectum Shivas – paprotka przejściowa
- Polypodium × mantoniae Rothm. – paprotka mieszańcowa
- Polypodium vulgare L. – paprotka zwyczajna

#### Pteridaceaeorliczkowate
- Cryptogramma crispa (L.) R.Br. – zmienka górska

#### Thelypteridaceaezachylnikowate
- Phegopteris connectilis (Michx.) Watt – zachyłka oszczepowata
- Thelypteris limbosperma (Bellardi ex All.) H.P. Fuchs. ≡ Oreopteris limbosperma (Bellardi ex All.) Holub – zaproć górska, zachylnik górski
- Thelypteris palustris (Salisb.) Schott – zachylnik błotny

#### Woodsiaceaerozrzutkowate
- Woodsia alpina (Bolton) Gray – rozrzutka alpejska
- Woodsia ilvensis (L.) R.Br. – rozrzutka brunatna
- Woodsia pulchella Bertol. – rozrzutka nadobna

## Pinopsidanagonasienne

### Pinalessosnowce

#### Pinaceaesosnowate
- Abies alba Mill. – jodła pospolita
- Larix decidua Mill. – modrzew europejski
- Larix kaempferi (Lamb.) Carrière – modrzew japoński
- Larix × eurolepis Henry – modrzew eurojapoński (metafit)
- Picea abies (L.) H.Karst. – świerk pospolity
- Picea glauca (Moench) Voss – świerk biały (metafit)
- Picea orientalis (L.) Peterm. – świerk kaukaski (metafit)
- Picea sitchensis (Bong.) Carrière – świerk sitkajski (metafit)
- Pinus cembra L. – sosna limba
- Pinus mugo Turra – sosna górska, kosodrzewina
- Pinus nigra Arn. – sosna czarna (metafit)
- Pinus × rhaetica Brügger – sosna drzewokosa
- Pinus strobus L. – sosna wejmutka (metafit)
- Pseudotsuga menziesii (Mirb.) Franco – daglezja zielona (metafit)
- Tsuga canadensis (L.) Carrière – choina kanadyjska (metafit)

### Cupressalescyprysowce

#### Cupressaceaecyprysowate
- Juniperus communis L. – jałowiec pospolity
- Juniperus sabina L. – jałowiec sabiński
- Thuja occidentalis L. – żywotnik zachodni (metafit)
- Thuja plicata Donn ex D. Don – żywotnik olbrzymi (metafit)

#### Taxaceaecisowate
- Taxus baccata L. – cis pospolity

## Magnoliopsidaokrytonasienne

### Nymphealesgrzybieniowce

#### Nymphaeaceaegrzybieniowate
- Nuphar lutea (L.) Sm. – grążel żółty
- Nuphar pumila (Timm) DC. – grążel drobny
- Nymphaea alba L. – grzybienie białe
- Nymphaea candida C.Presl – grzybienie północne

### Piperalespieprzowce

#### Aristolochiaceaekokornakowate
- Aristolochia clematitis L. – kokornak powojnikowy (metafit)
- Asarum europaeum L. – kopytnik pospolity

### Ceratophyllalesrogatkowce

#### Ceratophyllaceaerogatkowate
- Ceratophyllum demersum L. – rogatek sztywny
- Ceratophyllum platyacanthum Cham. – rogatek skrzydełkowaty
- Ceratophyllum submersum L. – rogatek krótkoszyjkowy

### Acoralestatarakowce

#### Acoraceaetatarakowate
- Acorus calamus L. – tatarak zwyczajny (metafit)

### Alismatalesżabieńcowce

#### Alismataceaeżabieńcowate
- Alisma plantago-aquatica L. – żabieniec babka wodna
- Alisma lanceolatum With. – żabieniec lancetowaty
- Alisma gramineum Lej. – żabieniec trawolistny
- Baldellia ranunculoides (L.) Parl. – żabienica jaskrowata
- Caldesia parnassifolia (Bassi) Parl. – kaldezja dziewięciornikowata
- Luronium natans (L.) Raf. – elisma wodna
- Sagittaria sagittifolia L. – strzałka wodna

#### Araceaeobrazkowate
- Arum maculatum L. – obrazki plamiste
- Arum cylindraceum subsp. cylindraceum ≡ Arum alpinum Schott & Kotschy – obrazki alpejskie
- Calla palustris L. – czermień błotna
- Lemna gibba L. – rzęsa garbata
- Lemna minor L. – rzęsa drobna
- Lemna trisulca L. – rzęsa trójrowkowa
- Lemna turionifera Landolt – rzęsa turionowa (metafit)
- Lemna minuta C.S. Kunth – rzęsa drobniutka (metafit)
- Spirodela polyrrhiza (L.) Schleid. – spirodela wielokorzeniowa
- Wolffia arrhiza (L.) Horkel ex Wimm. – wolfia bezkorzeniowa

#### Butomaceaełączniowate
- Butomus umbellatus L. – łączeń baldaszkowy

#### Hydrocharitaceaeżabiściekowate
- Egeria densa Planch. – moczarnica argentyńska (metafit)
- Elodea canadensis Michx. – moczarka kanadyjska (metafit)
- Elodea nuttallii (Planch.) St. John – moczarka delikatna (metafit)
- Hydrilla verticillata (L. f.) Royle – przesiąkra okółkowa
- Hydrocharis morsus-ranae L. – żabiściek pływający
- Najas flexilis (Willd.) Rostk. & W.L.E.Schmidt – jezierza giętka (gat. wymarły)
- Najas major All. – jezierza większa
- Najas marina L. – jezierza morska
- Najas minor All. – jezierza mniejsza
- Stratiotes aloides L. – osoka aloesowata
- Vallisneria spiralis L. – nurzaniec śrubowy (metafit)

#### Juncaginaceaeświbkowate
- Triglochin palustris L. – świbka błotna
- Triglochin maritima L. – świbka morska

#### Potamogetonaceaerdestnicowate
- Groenlandia densa Fourr. – rdestniczka gęsta
- Potamogeton acutifolius Link – rdestnica ostrolistna
- Potamogeton alpinus Balb. – rdestnica alpejska
- Potamogeton × angustifolius J.Presl – rdestnica wąskolistna
- Potamogeton berchtoldii Fieber – rdestnica Berchtolda
- Potamogeton coloratus Hornem. – rdestnica zabarwiona
- Potamogeton compressus L. – rdestnica ściśniona
- Potamogeton crispus L. – rdestnica kędzierzawa
- Potamogeton × fluitans Roth – rdestnica zmiennolistna
- Potamogeton friesii Rupr. – rdestnica szczeciolistna
- Potamogeton × gessnacensis G.Fisch. – rdestnica gesnacka
- Potamogeton gramineus L. – rdestnica trawiasta
- Potamogeton lucens L. – rdestnica połyskująca
- Potamogeton natans L. – rdestnica pływająca
- Potamogeton × nericius Hagstr. – rdestnica nerycyjska
- Potamogeton × nervigerus Wolfg. ≡ P. × assidens Z.Kaplan, Zalewska-Gał. & Ronikier – rdestnica bezogonkowa
- Potamogeton × nitens Weber – rdestnica lśniąca
- Potamogeton nodosus Poir. – rdestnica nawodna
- Potamogeton obtusifolius Mert. & W.D.J.Koch – rdestnica stępiona
- Potamogeton × olivaceus Baagøe ex G.Fisch. – rdestnica oliwkowa
- Potamogeton perfoliatus L. – rdestnica przeszyta
- Potamogeton polygonifolius Pourr. – rdestnica podługowata
- Potamogeton praelongus Wulfen – rdestnica wydłużona
- Potamogeton pusillus L. – rdestnica drobna
- Potamogeton rutilus Wolfg. – rdestnica błyszcząca
- Potamogeton × salicifolius Wolfg. – rdestnica wierzbolistna
- Potamogeton × sparganiifolius Laest. ex Fr. – rdestnica jeżogłówkolistna
- Potamogeton trichoides Cham. & Schltdl. – rdestnica włosowata
- Potamogeton × undulatus Wolfg. – rdestnica fałdowana
- Potamogeton × vepsicus A.A.Bobrov & Chemeris – rdestnica wepska
- Stuckenia filiformis (Pers.) Börner – stuckenia nitkowata
- Stuckenia pectinata (L.) Börner – stuckenia grzebieniasta
- Zannichellia palustris L. – zamętnica błotna

#### Ruppiaceaerupiowate
- Ruppia maritima L. – rupia morska

#### Scheuchzeriaceaebagnicowate
- Scheuchzeria palustris (L.) Dulac. – bagnica torfowa

#### Tofieldiaceaekosatkowate
- Tofieldia calyculata (L.) Wahlenb. – kosatka kielichowa

#### Zosteraceaezosterowate
- Zostera marina L. – zostera morska
- Zostera noltii Hornem. – zostera drobna

### Lilialesliliowce

#### Colchicaceaezimowitowate
- Colchicum autumnale L. – zimowit jesienny

#### Melanthiaceaemelantkowate
- Veratrum album L. – ciemiężyca biała
- Veratrum lobelianum Bernh. – ciemiężyca zielona
- Veratrum nigrum L. – ciemiężyca czarna
- Paris quadrifolia L. – czworolist pospolity

#### Liliaceaeliliowate
- Fritillaria meleagris L. – szachownica kostkowata
- Gagea lutea (L.) Ker Gawl. – złoć żółta
- Gagea minima (L.) Ker Gawl. – złoć mała
- Gagea pratensis (Pers.) Dumort. – złoć łąkowa
- Gagea serotina (L.) Ker Gawl. ≡ Lloydia serotina (L.) Rchb. – lilijka alpejska
- Gagea spathacea (Hayne) Salisb. – złoć pochwolistna
- Gagea villosa (M.Bieb.) Sweet ≡ G. arvensis (Pers.) Dumort. – złoć polna
- Lilium bulbiferum L. – lilia bulwkowata
- Lilium martagon L. – lilia złotogłów
- Streptopus amplexifolius (L.) DC. – liczydło górskie

### Asparagalesszparagowce

#### Amaryllidaceaeamarylkowate
- Allium angulosum L. – czosnek kątowaty
- Allium carinatum L. – czosnek grzebieniasty
- Allium lusitanicum Lam. ≡ A. montanum F.W. Schmidt – czosnek skalny
- Allium oleraceum L. – czosnek zielonawy
- Allium rotundum L. – czosnek kulisty (metafit)
- Allium scorodoprasum L. – czosnek wężowy
- Allium sibiricum L. – czosnek syberyjski
- Allium sphaerocephalon L. – czosnek główkowaty (metafit?)
- Allium strictum Schrad. – czosnek sztywny (gat. wymarły)
- Allium ursinum L. – czosnek niedźwiedzi
- Allium victorialis L. – czosnek siatkowaty
- Allium vineale L. – czosnek winnicowy
- Galanthus nivalis L. – śnieżyczka przebiśnieg
- Leucojum vernum L. – śnieżyca wiosenna

#### Asparagaceaeszparagowate
- Anthericum liliago L. – pajęcznica liliowata
- Anthericum ramosum L. – pajęcznica gałęzista
- Convallaria majalis L. – konwalia majowa
- Leopoldia comosa (L.) Parl. ≡ Muscari comosa (L.) Mill. – szafirek miękkolistny
- Maianthemum bifolium (L.) F.W.Schmidt – konwalijka dwulistna
- Ornithogalum boucheanum (Kunth) Asch. – śniedek Buchego (metafit)
- Ornithogalum collinum Guss. – śniedek cienkolistny
- Ornithogalum umbellatum L. – śniedek baldaszkowaty
- Polygonatum multiflorum (L.) All. – kokoryczka wielokwiatowa
- Polygonatum odoratum (Mill.) Druce – kokoryczka wonna
- Polygonatum verticillatum (L.) All. – kokoryczka okółkowa
- Scilla bifolia L. – cebulica dwulistna
- Scilla kladnii Schur – cebulica trójlistna
- Scilla siberica Andrews – cebulica syberyjska (metafit)

#### Iridaceaekosaćcowate
- Gladiolus imbricatus L. – mieczyk dachówkowaty
- Gladiolus palustris Gaudin – mieczyk błotny
- Iris aphylla L. – kosaciec bezlistny
- Iris graminea L. – kosaciec trawolistny
- Iris pseudacorus L. – kosaciec żółty
- Iris sibirica L. – kosaciec syberyjski
- Sisyrinchium bermudiana L. – miecznica bermudzka (metafit)

#### Orchidaceaestorczykowate
Różnice w ujęciu systematycznym WFO The World Flora Online niżej wymienionych gatunków obejmują uznanie Dactylorhiza ruthei za synonim D. kerneri subsp. kerneri. Według The Euro+Med PlantBase Dactylorhiza fuchsii ma akceptowaną rangę gatunku, D. ruthei uznawana jest za synonim D. traunsteineri subsp. traunsteineri.
- Anacamptis pyramidalis (L.) Rich. – koślaczek stożkowaty
- Anacamptis palustris (Jacq.) R.M.Bateman, Pridgeon & M.W.Chase ≡ Orchis palustris Jacq. – storczyk błotny
- Anacamptis coriophora (L.) R.M.Bateman, Pridgeon & M.W.Chase ≡ Orchis coriophora L. – storczyk cuchnący
- Anacamptis morio (L.) R.M.Bateman, Pridgeon & M.W.Chase ≡ Orchis morio L. – storczyk samczy
- Cephalanthera rubra (L.) Rich. – buławnik czerwony
- Cephalanthera longifolia (L.) Fritsch – buławnik mieczolistny
- Cephalanthera damasonium (Mill.) Druce – buławnik wielkokwiatowy
- Chamorchis alpina (L.) Rich – potrostek alpejski
- Corallorhiza trifida Châtel. – żłobik koralowy
- Cypripedium calceolus L. – obuwik pospolity
- Dactylorhiza incarnata (L.) Soó – kukułka krwista
- Dactylorhiza × kerneri (Soó) Soó ≡ D. ruthei R. Ruthe & M. Schulze in R. Ruthe) Soó – kukułka Ruthego
- Dactylorhiza maculata (L.) Soó – kukułka plamista
  - D. maculata subsp. fuchsii (Druce) Hyl. ≡ D. fuchsii (Druce) Soó – kukułka Fuchsa
- Dactylorhiza majalis (Rchb.) P. F. Hunt & Summerh. – kukułka szerokolistna
  - D. majalis subsp. baltica (Klinge) H.Sund. ≡ D. baltica (Klinge) N. I. Orlova – kukułka bałtycka
- Dactylorhiza sambucina (L.) Soó – kukułka bzowa
- Dactylorhiza viridis (L.) R.M.Bateman, Pridgeon & M.W.Chase ≡ Coeloglossum viride (L.) Hartman – ozorka zielona
- Epipactis albensis Nováková & Rydlo – kruszczyk połabski
- Epipactis atrorubens (Hoffm.) Besser – kruszczyk rdzawoczerwony
- Epipactis greuteri H. Baumann & Künkele – kruszczyk Greutera
- Epipactis helleborine (L.) Crantz – kruszczyk szerokolistny
- Epipactis leptochila (Godfery) Godfery – kruszczyk ostropłatkowy
- Epipactis microphylla (Ehrh.) Sw. – kruszczyk drobnolistny
- Epipactis muelleri (Godfery) Godfery – kruszczyk Muellera
- Epipactis palustris (L.) Crantz – kruszczyk błotny
- Epipactis purpurata Sm. – kruszczyk siny
- Epipogium aphyllum Sw. – storzan bezlistny
- Goodyera repens (L.) R. Br. – tajęża jednostronna
- Gymnadenia conopsea (L.) R.Br. – gółka długoostrogowa
- Gymnadenia odoratissima (L.) Rich. – gółka wonna
- Hammarbya paludosa (L.) Kuntze – wątlik błotny
- Herminium monorchis (L.) R.Br. – miodokwiat krzyżowy
- Liparis loeselii (L.) Rich. – lipiennik Loesela
- Malaxis monophyllos (L.) Sw. – wyblin jednolistny
- Neottia cordata (L.) Rich. ≡ Listera cordata (L.) R.Br. – gnieźnik sercowaty, listera sercowata
- Neottia nidus-avis (L.) Rich. – gnieźnik leśny
- Neottia ovata (L.) Bluff & Fingerh. ≡ Listera ovata (L.) R.Br. – gnieźnik jajowaty, listera jajowata
- Neotinea tridentata (Scop.) R.M.Bateman, Pridgeon & M.W.Chase ≡ Orchis tridentata Scop. – storczyk trójzębny
- Neotinea ustulata (L.) R.M.Bateman, Pridgeon & M.W.Chase ≡ Orchis ustulata L. – storczyk drobnokwiatowy
- Neottianthe cucullata (Linnaeus) Schlechter – kukuczka kapturkowata
- Ophrys apifera Huds. – dwulistnik pszczeli
- Ophrys insectifera L. – dwulistnik muszy
- Orchis mascula (L.) L. – storczyk męski
- Orchis militaris L. – storczyk kukawka
- Orchis pallens L. – storczyk blady
- Orchis purpurea Huds. – storczyk purpurowy
- Platanthera bifolia (L.) Rich. – podkolan biały
- Platanthera chlorantha (Custer) Rchb. – podkolan zielonawy
- Pseudorchis albida (L.) Á.Löve & D.Löve – gołek białawy
- Spiranthes spiralis (L.) Chevall. – kręczynka jesienna
- Traunsteinera globosa (L.) Rich. – storczyca kulista

### Poaleswiechlinowce

#### Typhaceaepałkowate
- Sparganium angustifolium F. Michx. – jeżogłówka pokrewna
- Sparganium emersum Rehmann – jeżogłówka pojedyncza
- Sparganium erectum L. em. Rchb. s.s. – jeżogłówka gałęzista
  - S. erectum subsp. neglectum (Beeby) K.Richt. ≡ S. neglectum Beeby – jeżogłówka zapoznana
- Sparganium natans L. – jeżogłówka najmniejsza
- Sparganium × splendens Meinsh. ≡ S. × diversifolium Graebn. – jeżogłówka różnolistna
- Typha angustifolia L. – pałka wąskolistna
- Typha × glauca Godr. – pałka pośrednia
- Typha latifolia L. – pałka szerokolistna
- Typha laxmannii Lepech. – pałka wysmukła (metafit)
- Typha shuttleworthii W.D.J.Koch & Sond. – pałka Shuttlewortha

#### Juncaceaesitowate
- Juncus acutiflorus Ehrh. ex Hoffm. – sit ostrokwiatowy
- Juncus alpinoarticulatus Chaix – sit alpejski
- Juncus anthelatus (Wiegand) R.E.Brooks & Whittem. – sit białawy (metafit)
- Juncus articulatus L. em. K. Richt. – sit członowaty
- Juncus atratus Krock. – sit czarny
- Juncus balticus Willd. – sit bałtycki
- Juncus bufonius L. – sit dwudzielny
- Juncus bulbosus L. – sit drobny
- Juncus capitatus Weigel – sit główkowaty
- Juncus compressus Jacq. – sit ściśniony
- Juncus conglomeratus L. em. Leers – sit skupiony
- Juncus effusus L. – sit rozpierzchły
- Juncus filiformis L. – sit cienki
- Juncus gerardi Loisel. – sit Gerarda
- Juncus inflexus L. – sit siny
- Juncus minutulus (Albert & Jahand.) Prain – sit maleńki
- Juncus ranarius Songeon & E.P.Perrier – sit żabi
- Juncus sphaerocarpus Nees – sit kulistotorebkowy
- Juncus squarrosus L. – sit sztywny
- Juncus stygius L. – sit torfowy (gat. wymarły)
- Juncus subnodulosus Schrank – sit tępokwiatowy
- Juncus tenageia Ehrh. – sit błotny
- Juncus tenuis Willd. – sit chudy (metafit)
- Juncus trifidus L. – sit skucina
- Juncus triglumis L. – sit trójłuskowy
- Luzula alpinopilosa (Chaix) Breistr. – kosmatka brunatna
- Luzula campestris (L.) DC. – kosmatka polna
- Luzula luzulina (Vill.) Racib.  – kosmatka żółtawa
- Luzula luzuloides (Lam.) Dandy & Wilmott – kosmatka gajowa
- Luzula multiflora (Retz.) Lej. – kosmatka licznokwiatowa
- Luzula pallescens Sw. – kosmatka blada
- Luzula pilosa (L.) Willd. – kosmatka owłosiona
- Luzula spicata (L.) Lam et DC. – kosmatka kłosowa
- Luzula sudetica (Willd.) DC. – kosmatka sudecka
- Luzula sylvatica (Hudson) Gaudin – kosmatka olbrzymia

#### Cyperaceaeciborowate
W ujęciu The Euro+Med PlantBase akceptowane są nazwy Carex hartmanii, C. viridula, C. cuprina, Schoenoplectus mucronatus, zaś Isolepis supina to synonim Schoenoplectus supinus.
- Blysmus compressus (L.) Panz. ex Link – ostrzew spłaszczony
- Blysmus rufus (Huds.) Link – ostrzew rudy
- Bolboschoenus maritimus (L.) Palla – sitowiec nadmorski
- Bolboschoenus planiculmis (F. Schmidt) T.V. Egorova (metafit)[11]
- Bolboschoenus yagara (Ohwi) Y.C. Yang & M. Zhan (metafit)[11]
- Carex acutiformis Ehrh. – turzyca błotna
- Carex alba Scop. – turzyca biała
- Carex appropinquata Schumach – turzyca tunikowa
- Carex arenaria L. – turzyca piaskowa
- Carex aterrima Hoppe – turzyca zczerniała[12]
- Carex atherodes Spreng – turzyca oścista
- Carex atrata L. – turzyca czarniawa
- Carex bigelowii Torr. ex Schwein. – turzyca tęga
- Carex bohemica Schreb. – turzyca ciborowata
- Carex brachystachys Schrank – turzyca krótkokłosa
- Carex brizoides L. – turzyca drżączkowata
- Carex brunnescens (Pers.) Poir. – turzyca brunatna
- Carex buekii Wimm. – turzyca Bueka
- Carex buxbaumii Wahlenb. – turzyca Buxbauma
- Carex canescens L. – turzyca siwa
- Carex capillaris L. – turzyca włosowata
- Carex caryophyllea Latourr. – turzyca wiosenna
- Carex cespitosa L. – turzyca darniowa
- Carex chordorrhiza L.f. – turzyca strunowa
- Carex colchica J.Gay ≡ C. ligerica J. Gay – turzyca loarska
- Carex crawfordii Fernald (metafit)[13]
- Carex curvata Knaf. – turzyca odgięta
- Carex dacica Heuff. – turzyca dacka
- Carex davalliana Sm. – turzyca Davalla
- Carex demissa Hornem – turzyca drobna
- Carex depressa subsp. transsilvanica (Schur) K.Richt. ≡ C. transsilvanica Schur – turzyca siedmiogrodzka
- Carex diandra Schrank. – turzyca obła
- Carex digitata L. – turzyca palczasta
- Carex dioica L. – turzyca dwupienna
- Carex disperma Devey – turzyca szczupła
- Carex distans L. – turzyca odległokłosa
- Carex disticha Huds. – turzyca dwustronna
- Carex divulsa Stokes – turzyca rozsunięta
- Carex echinata Murray – turzyca gwiazdkowata
- Carex elata All. – turzyca sztywna
  - C. elata subsp. omskiana (Meinsh.) Jalas ≡ C. omskiana Meinsh. – turzyca omska
- Carex elongata L. – turzyca długokłosa
- Carex ericetorum Pollich – turzyca wrzosowiskowa
- Carex extensa Gooden. – turzyca wyciągnięta
- Carex firma Mygind ex Host – turzyca mocna
- Carex flacca Schreb. – turzyca sina
- Carex flava L. – turzyca żółta
- Carex fuliginosa Schkuhr – turzyca przydymiona
- Carex globularis L. – turzyca kulista
- Carex acuta L. ≡ C. gracilis Curtis – turzyca zaostrzona
- Carex hartmaniorum A.Cajander ≡ C. hartmanii Cajander – turzyca Hartmana
- Carex heleonastes Ehrh. ex L.f. – turzyca torfowa
- Carex hirta L. – turzyca owłosiona
- Carex hostiana DC. – turzyca Hosta
- Carex humilis Leyss. – turzyca niska
- Carex lachenalii Schkuhr. – turzyca Lachenala
- Carex lasiocarpa Ehrh. – turzyca nitkowata
- Carex lepidocarpa Tausch. – turzyca łuszczkowata
- Carex leporina L. ≡ C. ovalis Gooden – turzyca zajęcza
- Carex limosa L. – turzyca bagienna
- Carex loliacea L. – turzyca życicowa
- Carex magellanica Lam. – turzyca patagońska
- Carex melanostachya M. Bieb. ex Willd. – turzyca ciemnokłosa
- Carex michelii Host. – turzyca Michela
- Carex microglochin Wahlenb. – turzyca drobnozadziorkowa (gat. wymarły)
- Carex montana L. – turzyca pagórkowa
- Carex muskingumensis Schwein. – turzyca palmowa, t. muskegońska (metafit)
- Carex nigra (L.) Reichard – turzyca pospolita
- Carex oederi Retz. ≡ C. scandinavica E.W. Davies, C. viridula Michx. – turzyca Oedera
- Carex ornithopoda Willd. – turzyca ptasie łapki
- Carex otrubae Podp. ≡ C. cuprina (Sándor ex Heuff.) Nendtv. ex A.Kern. – turzyca nibylisia
- Carex pairae F.W. Schultz. – turzyca najeżona
- Carex pallidula Harmaja – turzyca bladozielona
- Carex pallescens L. – turzyca blada
- Carex panicea L. – turzyca prosowata
- Carex paniculata L. – turzyca prosowa
- Carex parviflora Host – turzyca czarna
- Carex pauciflora Lightf. – turzyca skąpokwiatowa
- Carex pediformis C.A. Mey. – turzyca stopowata
- Carex pendula Huds. – turzyca zwisła
- Carex pilosa Scop. – turzyca orzęsiona
- Carex pilulifera L. – turzyca pigułkowata
- Carex praecox Schreb. – turzyca wczesna
- Carex pseudobrizoides Clavaud – turzyca Reichenbacha
- Carex pseudocyperus L. – turzyca nibyciborowata
- Carex pulicaris L. – turzyca pchla
- Carex punctata Gaudin – turzyca punktowana
- Carex remota L. – turzyca rzadkokłosa
- Carex repens Bellardi – turzyca poznańska
- Carex riparia Curtis – turzyca brzegowa
- Carex rostrata Stokes – turzyca dzióbkowata
- Carex rupestris All. – turzyca skalna
- Carex secalina Willd. ex Wahlenb. – turzyca żytowata
- Carex sempervirens Vill. – turzyca zawsze zielona
- Carex spicata Huds. – turzyca ściśniona
- Carex stenophylla Wahlenb. – turzyca wąskolistna
- Carex strigosa Huds. – turzyca zgrzebłowata
- Carex supina Willd. ex Wahlenb. – turzyca delikatna
- Carex sylvatica Huds. – turzyca leśna
- Carex tomentosa L. – turzyca filcowata
- Carex umbrosa Host – turzyca cienista
- Carex utriculata Boott ≡ C. rhynchophysa Fisch., C.A. Mey. & Avé-Lall. – turzyca gładkodzióbkowa
- Carex vaginata Tausch – turzyca luźnokwiatowa
- Carex vesicaria L. – turzyca pęcherzykowata
- Carex vulpina L. – turzyca lisia
- Cladium mariscus (L.) Pohl – kłoć wiechowata
- Cyperus fuscus L. – cibora brunatna
- Cyperus flavescens L. – cibora żółta
- Cyperus michelianus (L.) Delile ≡ Dichostylis micheliana (L.) Nees – dichostylis Michela
- Eleocharis acicularis (L.) Roem. & Schult. – ponikło igłowate
- Eleocharis carniolica W.D.J. Koch – ponikło kraińskie
- Eleocharis mammillata (H. Lindb.) H. Lindb. ex Dörfl. s.s. – ponikło sutkowate
- Eleocharis mamillata subsp. austriaca (Hayek) Strandh. ≡ Eleocharis austriaca Hayek – ponikło austriackie
- Eleocharis multicaulis (Sm.) Desv. – ponikło wielołodygowe
- Eleocharis ovata (Roth) Roem. & Schult. – ponikło jajowate
- Eleocharis palustris (L.) Roem. & Schult. – ponikło błotne
- Eleocharis parvula (Roem. & Schult.) Link ex Bluff, Nees & Schauer – ponikło maleńkie
- Eleocharis quinqueflora (Hartmann) O. Schwarz – ponikło skąpokwiatowe
- Eleocharis uniglumis (Link) Schult. – ponikło jednoprzysadkowe
- Eriophorum angustifolium Honck. – wełnianka wąskolistna
- Eriophorum gracile Koch – wełnianka delikatna
- Eriophorum latifolium Hoppe – wełnianka szerokolistna
- Eriophorum vaginatum L. – wełnianka pochwowata
- Isolepis fluitans (L.) R.Br. ≡ Eleogiton fluitans (L.) Link – sitniczka pływająca, sitnik pływający
- Isolepis setacea (L.) R.Br. – sitniczka szczecinowata
- Rhynchospora alba (L.) Vahl – przygiełka biała
- Rhynchospora fusca (L.) W.T.Aiton – przygiełka brunatna
- Schoenoplectiella mucronata (L.) J.Jung & H.K.Choi ≡ Schoenoplectus mucronatus (L.) Palla – oczeret sztyletowaty
- Schoenoplectiella supina (L.) Lye ≡ Isolepis supina (L.) R.Br. – sitniczka drobna
- Schoenoplectus americanus (Pers.) Volkart – oczeret amerykański (gat. wymarły)
- Schoenoplectus × carinatus nothosubsp. carinatus ≡ S. × kalmusii (Abrom., Asch. & Graebn.) Palla – oczeret Kalmusa
- Schoenoplectus lacustris (L.) Palla – oczeret jeziorny
- Schoenoplectus tabernaemontani  (C.C.Gmel.) Palla – oczeret Tabernemontana
- Schoenus ferrugineus L. – marzyca ruda
- Schoenus nigricans L. – marzyca czarniawa
- Scirpoides holoschoenus (L.) Soják – hołoszeń główkowaty
- Scirpus georgianus R.M.Harper – sitowie amerykańskie (metafit)
- Scirpus radicans Schkuhr – sitowie korzenioczepne
- Scirpus sylvaticus L. – sitowie leśne
- Trichophorum alpinum (L.) Pers. ≡ Baeothryon alpinum (L.) T.V.Egorova – wełnianeczka alpejska
- Trichophorum cespitosum (L.) Hartm. ≡ Baeothryon cespitosum (L.) A.Dietr. – wełnianeczka darniowa

#### Poaceaewiechlinowate
W ujęciu The Euro+Med PlantBase akceptowane są nazwy: Ammophila arenaria, Anthoxanthum alpinum, Hierochloë australis, H. odorata, H. repens; zaś Bromus catharticus to synonim Ceratochloa cathartica, Bromus carinatus to synonim Ceratochloa carinata.
- Aegilops cylindrica Host – egilops cylindryczny (metafit)
- Agropyron cristatum (L.) Gaertn. – perzyk grzebieniasty (metafit)
- Agrostis alpina Scop. – mietlica alpejska
- Agrostis canina L. – mietlica psia
- Agrostis capillaris L. – mietlica pospolita
- Agrostis gigantea Roth – mietlica olbrzymia
- Agrostis rupestris All. – mietlica skalna
- Agrostis stolonifera L. – mietlica rozłogowa
- Agrostis vinealis Schreb. – mietlica piaskowa
- Aira caryophyllea L. – śmiałka goździkowa
- Aira praecox L. – śmiałka wczesna
- Alopecurus aequalis Sobol. – wyczyniec czerwonożółty
- Alopecurus arundinaceus Poir. – wyczyniec trzcinowaty
- Alopecurus geniculatus L. – wyczyniec kolankowy
- Alopecurus myosuroides Huds. – wyczyniec polny (metafit)
- Alopecurus pratensis L. – wyczyniec łąkowy
- Anthoxanthum aristatum Boiss. – tomka oścista (metafit)
- Anthoxanthum australe (Schrad.) Veldkamp ≡ Hierochloë australis (Schrad.) Roem. & Schult. – turówka leśna
- Anthoxanthum nipponicum Honda ≡ A. alpinum Á. Löve & D. Löve – tomka alpejska
- Anthoxanthum nitens (Weber) Y.Schouten & Veldkamp ≡ Hierochloë odorata (L.) P. Beauv. – turówka wonna
- Anthoxanthum odoratum L. – tomka wonna
- Anthoxanthum repens (Host) Veldkamp ≡ Hierochloë repens (Host) P. Beauv. – turówka rozłogowa
- Apera spica-venti (L.) P.Beauv. – miotła zbożowa (metafit)
- Arrhenatherum elatius (L.) P.Beauv. ex J.Presl & C.Presl – rajgras wyniosły
- Avena fatua L. – owies głuchy (metafit)
- Avena × vilis Wallr. – owies pośredni (metafit)
- Avena strigosa Schreb. – owies szorstki (metafit)
- Avenella flexuosa (L.) Drejer ≡ Deschampsia flexuosa L. – śmiałek pogięty
- Avenula pubescens (Huds.) Dumort. – owsica omszona
- Beckmannia eruciformis (L.) Host – bekmania robaczkowata (metafit)
- Bellardiochloa variegata (Lam.) Kerguélen ≡ B. violacea (Bellardi) Chiov. – wiechlinostrzewa fioletowa
- Bothriochloa ischaemum (L.) Keng – palczatka kosmata
- Brachypodium pinnatum (L.) P.Beauv. – kłosownica pierzasta
- Brachypodium sylvaticum (Huds.) P.Beauv. – kłosownica leśna
- Briza media L. – drżączka średnia
- Bromus benekenii (Lange) Trimen – stokłosa Benekena
- Bromus carinatus Hook. & Arn. – stokłosa spłaszczona (metafit)
- Bromus catharticus Vahl ≡ B. willdenowii Kunth – stokłosa obiedkowata (metafit)
- Bromus commutatus Schrad. – stokłosa zmieniona
- Bromus erectus Huds. – stokłosa prosta
- Bromus hordeaceus L. – stokłosa miękka
- Bromus inermis Leyss. – stokłosa bezostna (metafit?)
- Bromus japonicus Houtt. – stokłosa japońska (metafit)
- Bromus racemosus L. – stokłosa groniasta
- Bromus ramosus Huds. – stokłosa gałęzista
- Bromus secalinus L. – stokłosa żytnia (metafit)
- Bromus sterilis L. – stokłosa płonna (metafit)
- Bromus tectorum L. – stokłosa dachowa (metafit)
- Calamagrostis arenaria (L.) Roth ≡ Ammophila arenaria (L.) Link) – piaskownica zwyczajna
- Calamagrostis arundinacea (L.) Roth – trzcinnik leśny
- Calamagrostis baltica (Flüggé ex Schrad.) Trin. ≡ × Calammophila baltica (Flüggé ex Schrad.) Brand – trzcinnikownica nadbrzeżna
- Calamagrostis canescens (Weber) Roth – trzcinnik lancetowaty
- Calamagrostis epigejos (L.) Roth – trzcinnik piaskowy
- Calamagrostis × gracilescens Blytt – trzcinnik wysmukły
- Calamagrostis × hartmaniana Fries – trzcinnik zwodniczy
- Calamagrostis pseudophragmites (Haller f.) Koeler – trzcinnik szuwarowy
- Calamagrostis stricta (Timm) Koeler – trzcinnik prosty
- Calamagrostis varia (Schrad.) Host – trzcinnik pstry
- Calamagrostis villosa (Chaix) J. F. Gmel. – trzcinnik owłosiony
- Catabrosa aquatica (L.) P.Beauv. – brodobrzanka wodna
- Corynephorus canescens (L.) P.Beauv. – szczotlicha siwa
- Cynosurus cristatus L. – grzebienica pospolita
- Dactylis glomerata L. – kupkówka pospolita
  - D. glomerata subsp. lobata (Drejer) H.Lindb. ≡ D. polygama Horv. – kupkówka Aschersona
  - D. glomerata subsp. slovenica (Domin) Domin – kupkówka pospolita słowacka
- Danthonia decumbens (L.) DC. – izgrzyca przyziemna
- Deschampsia cespitosa (L.) P.Beauv. – śmiałek darniowy
- Deschampsia setacea (Huds.) Hack. – śmiałek szczeciniasty
- Digitaria ischaemum (Schreb.) Muhl. – palusznik nitkowaty (metafit?)
- Digitaria sanguinalis (L.) Scop. – palusznik krwawy (metafit)
- Echinochloa crus-galli (L.) P.Beauv. – chwastnica jednostronna (metafit)
- Echinochloa muricata (P.Beauv.) Fernald – chwastnica brodawkowana (metafit)
- Elymus caninus (L.) L. – perz psi
- Elymus repens (L.) Gould. – perz właściwy
- Eragrostis minor Host – miłka drobna (metafit)
- Eragrostis pilosa (L.) P. Beauv. – miłka owłosiona (metafit)
- Eragrostis multicaulis Steud. – miłka wielołodygowa (metafit)
- Festuca airoides Lam. – kostrzewa niska
- Festuca altissima All. – kostrzewa leśna
- Festuca amethystina L. – kostrzewa ametystowa
- Festuca beckeri (Hack.) Trautv. ≡ F. polesica Zapał. – kostrzewa poleska
- Festuca bromoides L. ≡ Vulpia bromoides (L.) S. F. Gray – wulpia stokłosowata (metafit)
- Festuca carpatica F. Dietr. – kostrzewa karpacka
- Festuca drymeia Mert. & W.D.J. Koch – kostrzewa górska
- Festuca duvalii (St.-Yves) Stohr. – kostrzewa Duvala
- Festuca filiformis Pourr. ≡ F. tenuifolia Sibth. – kostrzewa nitkowata
- Festuca gautieri (Hack.) K. Richt. – kostrzewa Gautiera
- Festuca guestphalica Boenn. ex Rchb. – kostrzewa długolistna
- Festuca heteromalla Pourr. ≡ F. diffusa Dumort. – kostrzewa rozpierzchła
- Festuca heterophylla Lam. – kostrzewa różnolistna
- Festuca makutrensis Zapał. – kostrzewa makutrzańska
- Festuca myuros L. ≡ Vulpia myuros (L.) C. C. Gmel. – wulpia mysi ogon
- Festuca nigrescens Lam. – kostrzewa czarniawa
- Festuca ovina L. – kostrzewa owcza
- Festuca pallens Host – kostrzewa blada
- Festuca picturata Pils ≡ F. picta Kit. – kostrzewa barwna
- Festuca psammophila (Hack. ex Čelak.) Fritsch – kostrzewa piaskowa
- Festuca pseudodalmatica Krajina ex Domin – kostrzewa nibydalmacka
- Festuca pulchra Schur ≡ F. pseudovina Hack. ex Wiesb. – kostrzewa nibyowcza
- Festuca rubra L. s.s. – kostrzewa czerwona (w tym: F. villosa Schweigg. – kostrzewa kosmata, F. salina Natho & Stohr – kostrzewa nadmorska, F. unifaria Dumort. – kostrzewa sitowata)
- Festuca rupicaprina (Hack.) A. Kern. – kostrzewa kozia (metafit)
- Festuca rupicola Heuff. – kostrzewa bruzdkowana
- Festuca tatrae (Czakó) Degen – kostrzewa tatrzańska
- Festuca trachyphylla (Hack.) Krajina – kostrzewa murawowa, k. szczeciniasta
- Festuca vaginata Waldst. & Kit. ex Willd. – kostrzewa pochwiasta
- Festuca valesiaca Schleich. ex Gaudin – kostrzewa walezyjska
- Festuca versicolor Tausch – kostrzewa pstra
- Glyceria declinata Bréb. – manna długoząbkowa
- Glyceria fluitans (L.) R.Br. – manna jadalna
- Glyceria lithuanica (Gorski) Gorski – manna litewska
- Glyceria maxima (Hartm.) Holmb. – manna mielec
- Glyceria nemoralis (R.Uechtr.) R.Uechtr. & Koern. – manna gajowa
- Glyceria notata Chevall. – manna fałdowana
- Glyceria × pedicellata F.Towns. – manna płonna
- Glyceria striata (Lam.) Hitchc. – manna prążkowana (metafit)
- Helictochloa pratensis (L.) Romero Zarco ≡ Avenula pratensis (L.) Dumort. – owsica łąkowa
- Helictochloa versicolor (Vill.) Romero Zarco ≡ Avenula versicolor (Vill.) M.Laínz – owsica pstra
- Helictochloa planiculmis (Schrad.) Romero Zarco ≡ Avenula planiculmis (Schrad.) W.Sauer & Chmel. – owsica spłaszczona
- Holcus lanatus L. – kłosówka wełnista
- Holcus mollis L. – kłosówka miękka
- Hordelymus europaeus (L.) Jess. ex Harz – jęczmieniec zwyczajny
- Hordeum jubatum L. – jęczmień grzywiasty (metafit)
- Hordeum murinum L. – jęczmień płonny (metafit)
- Hordeum secalinum Schreb. – jęczmień żytni (gat. wymarły)
- Koeleria glauca (Spreng.) DC. – strzęplica sina
- Koeleria macrantha (Ledeb.) Schult. – strzęplica nadobna
- Koeleria pyramidata (Lam.) P.Beauv. (w tym K. grandis Besser ex Nyman) – strzęplica piramidalna
- Leersia oryzoides (L.) Sw. – zamokrzyca ryżowa
- Leymus arenarius (L.) Hochst. – wydmuchrzyca piaskowa
- Lolium arundinaceum (Schreb.) Darbysh. ≡ Festuca arundinacea Schreb. – kostrzewa trzcinowa
- Lolium giganteum (L.) Darbysh. ≡ Festuca gigantea (L.) Vill. – kostrzewa olbrzymia
- Lolium pratense (Huds.) Darbysh. ≡ Festuca pratensis Huds. – kostrzewa łąkowa
- Lolium remotum Schrank – życica lnowa (metafit)
- Lolium temulentum L. – życica roczna (metafit)
- Lolium perenne L. – życica trwała
- Lolium multiflorum Lam. – życica wielokwiatowa (metafit)
- Melica uniflora Retz. – perłówka jednokwiatowa
- Melica picta K.Koch – perłówka kolorowa
- Melica transsilvanica Schur – perłówka siedmiogrodzka
- Melica altissima L. – perłówka wyniosła (metafit)
- Melica nutans L. – perłówka zwisła
- Milium effusum L. – prosownica rozpierzchła
- Miscanthus sacchariflorus (Maxim.) Benth. & Hook.f. ex Franch. – miskant cukrowy (metafit)
- Molinia arundinacea Schrank – trzęślica trzcinowata
- Molinia caerulea (L.) Moench) – trzęślica modra
- Nardus stricta L. – bliźniczka psia trawka
- Oreochloa disticha (Wulfen) Link – boimka dwurzędowa
- Panicum capillare L. (w tym proso nadrzeczne P. barbipulvinatum Nash ex Rydb.) – proso włosowate (metafit)
- Phalaris arundinacea L. – mozga trzcinowata
- Phleum alpinum L. ≡ P. commutatum Gaudin – tymotka alpejska ≡ P. rhaeticum (Humphries) Rauschiert – tymotka halna
- Phleum hirsutum Honck. – tymotka Michela
- Phleum hubbardii D. Kováts ≡ P. bertolonii DC. – tymotka kolankowata
- Phleum phleoides (L.) H.Karst. – tymotka Boehmera
- Phleum pratense L. – tymotka łąkowa
- Phragmites australis (Cav.) Trin. ex Steud. – trzcina pospolita
- Poa alpina L. – wiechlina alpejska
- Poa angustifolia L. – wiechlina wąskolistna
- Poa annua L. – wiechlina roczna
- Poa babiogorensis Bernátová & Májovský & Obuch – wiechlina babiogórska
- Poa bulbosa L. – wiechlina cebulkowata
- Poa chaixii Vill. – wiechlina Chaixa
- Poa compressa L. – wiechlina spłaszczona
- Poa glauca Vahl – wiechlina sina
- Poa granitica Braun-Blanq. – wiechlina granitowa
- Poa humilis Ehrh. ex Hoffm ≡ Poa subcaerulea Sm. – wiechlina równoplewa
- Poa laxa Haenke – wiechlina wiotka
- Poa molinerii Balb. – wiechlina Molineriego
- Poa nemoralis L. – wiechlina gajowa
- Poa × nobilis Skalińska – wiechlina tatrzańska
- Poa palustris L. – wiechlina błotna
- Poa pratensis L. – wiechlina łąkowa
- Poa remota Forselles – wiechlina odległokłosa
- Poa stiriaca Fritsch & Hayek – wiechlina styryjska
- Poa supina Schrad. – wiechlina niska
- Poa trivialis L. – wiechlina zwyczajna
- Puccinellia distans (Jacq.) Parl. – mannica odstająca (w tym P. capillaris (Lilj.) Jansen – mannica delikatna)
- Puccinellia maritima (Huds.) Parl. – mannica nadmorska
- Sclerochloa dura (L.) P.Beauv. – suchotraw twardy (metafit)
- Scolochloa festucacea (Willd.) Link – skolochloa trzcinowata
- Sesleria bielzii Schur – sesleria Bielza
- Sesleria uliginosa Opiz – sesleria błotna
- Sesleria albicans Kit. ex Schult. ≡ S. varia (Jacq.) Wettst. – sesleria skalna
- Sesleria tatrae (Degen) Deyl – sesleria tatrzańska
- Setaria decipiens K.F. Schimp. – włośnica zwodnicza (metafit)
- Setaria italica (L.) P. Beauv. – włośnica ber (metafit)
- Setaria pumila (Poir.) Roem. & Schult. – włośnica sina (metafit)
- Setaria verticillata (L.) P. Beauv. – włośnica okółkowa (metafit)
- Setaria viridis (L.) P.Beauv. – włośnica zielona (metafit)
- Sibirotrisetum sibiricum (Rupr.) Barberá – konietlica syberyjska
- Stipa borysthenica Klokov ex Prokudin – ostnica piaskowa
- Stipa capillata L. – ostnica włosowata
- Stipa pennata L. – ostnica piórkowata (w tym: S. eriocaulis Borbás – ostnica murawowa)
- Stipa pulcherrima K.Koch – ostnica powabna
- Thinopyrum intermedium (Host) Barkworth & D.R.Dewey ≡ Elymus hispidus (Opiz) Meldris – perz siny
- Thinopyrum junceum (L.) Á.Löve ≡ Elymus farctus (Viv.) Runemark ex Meldris – perz sitowy
- Trisetum alpestre (Host) P.Beauv. – konietlica alpejska
- Trisetum flavescens (L.) P.Beauv. – konietlica łąkowa
- Trisetum fuscum (Kit. ex Schult.) Schult. – konietlica karpacka

### Ranunculalesjaskrowce

#### Berberidaceaeberberysowate
- Berberis aquifolium Pursh ≡ Mahonia aquifolium (Pursh) Nutt. – mahonia pospolita (metafit)
- Berberis thunbergii DC. – berberys Thunberga (metafit)
- Berberis vulgaris L. – berberys zwyczajny

#### Papaveraceaemakowate
- Chelidonium majus L. – glistnik jaskółcze ziele
- Corydalis capnoides (L.) Pers. – kokorycz żółtawa
- Corydalis cava (L.) Schweigg. & Körte – kokorycz pusta
- Corydalis intermedia (L.) Mérat – kokorycz wątła
- Corydalis pumila (Host) Rchb. – kokorycz drobna
- Corydalis solida (L.) Clairv. – kokorycz pełna
- Fumaria officinalis L. – dymnica pospolita (metafit)
- Fumaria rostellata Knaf – dymnica szerokodziałkowa (metafit)
- Fumaria schleicheri Soy.-Will. – dymnica różowa (metafit)
- Fumaria vaillantii Loisel. – dymnica drobnokwiatowa (metafit)
- Papaver alpinum L. ≡ P. burseri Crantz – mak alpejski
- Papaver rhoeas L. – mak polny (metafit)
- Papaver × strigosum (Boenn.) Schur – mak przytulonowłosy
- Papaver dubium L. – mak wątpliwy (metafit)
- Pseudo-fumaria lutea (L.) Borkh. ≡ Corydalis lutea (L.) DC. – kokorycz żółta (metafit)
- Roemeria argemone (L.) C.Morales, R.Mend. & Romero García ≡ Papaver argemone L. – mak piaskowy (metafit)
- Roemeria hispida (Lam.) Stace ≡ Papaver hybridum L. – mak pośredni (metafit)

#### Ranunculaceaejaskrowate
- Aconitum × berdaui Zapał. – tojad Berdaua
- Aconitum bucovinense Zapał. – tojad niski
- Aconitum × czarnohorense (Zapał.) Mitka – tojad czarnohorski
- Aconitum degenii Gáyer – tojad wiechowaty
- Aconitum × exaltatum Bernh. ex Rchb. – tojad wyniosły
- Aconitum firmum Rchb. – tojad mocny
  - A. firmum subsp. maninense (Skalický) Starm. ≡ A. maninense (Skalicky) Mitka – tojad mocny kosmaty
- Aconitum × gayeri Starmũhl – tojad Gayera
- Aconitum lasiocarpum (Rchb.) Gáyer – tojad wschodniokarpacki
- Aconitum lycoctonum L. emend. Koelle – tojad lisi
- Aconitum × mariae Rottensteiner, Mitka & Novikov – tojad Marii
- Aconitum moldavicum Hacq. – tojad mołdawski
- Aconitum × nanum (Baumg.) Simonk. – tojad karłowaty
- Aconitum × pawlowskii Mitka & Starmũhl. – tojad Pawłowskiego
- Aconitum plicatum Kőhler ex Rchb. – tojad sudecki
  - A. plicatum var. clusianum (Rchb.) Mitka & Starm. ≡ A. clusianum Rchb. – tojad Kluzjusza
- Aconitum variegatum L. – tojad dzióbaty
- Aconitum × zapalowiczii (Starmũhl.) Mitka – tojad Zapałowicza
- Actaea spicata L. – czerniec gronkowy
- Actaea europaea (Schipcz.) J.Compton ≡ Cimicifuga europaea Schipcz. – pluskwica europejska
- Adonis aestivalis L. – miłek letni (metafit)
- Adonis flammea Jacq. – miłek szkarłatny (metafit)
- Adonis vernalis L. – miłek wiosenny
- Anemonastrum narcissiflorum (L.) Holub ≡ Anemone narcissiflora L. – zawilec narcyzowy
- Anemonoides nemorosa (L.) Holub ≡ A. nemorosa L. – zawilec gajowy
- Anemonoides sylvestris (L.) Galasso, Banfi & Soldano ≡ Anemone sylvestris L. – zawilec wielkokwiatowy
- Anemonoides ranunculoides (L.) Holub ≡ Anemone ranunculoides L. – zawilec żółty
- Aquilegia vulgaris L. – orlik pospolity
- Callianthemum coriandrifolium Rchb. – rutewnik jaskrowaty
- Caltha palustris L. – knieć błotna
  - C. palustris L. subsp. laeta (Schott, Nyman & Kotschy) Hegi ≡ C. laeta Schott, Nyman & Kotschy – knieć błotna górska
- Clematis alpina (L.) Mill. – powojnik alpejski
- Clematis vitalba L.) – powojnik pnący (metafit)
- Clematis recta L. – powojnik prosty
- Delphinium consolida L. ≡ Consolida regalis Gray – ostróżeczka polna (metafit)
- Ficaria verna Huds. – ziarnopłon wiosenny
  - F. verna subsp. calthifolia (Rchb.) Nyman. ≡ F. nudicaulis A. Kern – ziarnopłon kusy
- Helleborus purpurascens Waldst. & Kit. – ciemiernik czerwonawy
- Helleborus viridis L. – ciemiernik zielony (metafit)
- Hepatica nobilis Schreb. – przylaszczka pospolita
- Isopyrum thalictroides L. – zdrojówka rutewkowata
- Myosurus minimus L. – mysiurek drobny
- Nigella arvensis L. – czarnuszka polna
- Pulsatilla alpina (L.) Delarbre ≡ P. alba Rchb. – sasanka alpejska
- Pulsatilla halleri subsp. slavica (G.Reuss) Zämelis ≡ P. slavica G. Reuss. – sasanka słowacka
- Pulsatilla patens (L.) Mill. – sasanka otwarta
- Pulsatilla pratensis (L.) Mill. – sasanka łąkowa
- Pulsatilla vernalis (L.) Mill. – sasanka wiosenna
- Pulsatilla vulgaris Mill. – sasanka zwyczajna
- Ranunculus × gluckii A.Félix ex C.D.K.Cook – jaskier Glucka
- Ranunculus × kelchoensis S.D Webster – jaskier szkocki
- Ranunculus acris L. – jaskier ostry
  - R. acris subsp. friesianus (Jord.) Syme ≡ R. friesianus Jord. – jaskier srebrzysty
- Ranunculus alpestris L. – jaskier alpejski
- Ranunculus aquatilis L. – jaskier wodny
- Ranunculus arvensis L. – jaskier polny (metafit)
- Ranunculus auricomus L. – jaskier różnolistny
- Ranunculus binatus Kit. ex Rchb. Kit. ex Rchb. ≡ R. binatus Kit. emend. Jasiewicz – jaskier dwoisty
- Ranunculus breyninus Crantz ≡ R. oreophilus M. Bieb. – jaskier skalny
- Ranunculus bulbosus L. – jaskier bulwkowy
- Ranunculus cassubicus L. – jaskier kaszubski
- Ranunculus circinatus Sibth. – jaskier krążkolistny
- Ranunculus flammula L. – jaskier płomiennik
- Ranunculus fluitans Lam. – jaskier rzeczny
- Ranunculus glacialis L. – jaskier lodnikowy
- Ranunculus illyricus L. – jaskier iliryjski
- Ranunculus kauffmannii Clerc – jaskier Kauffmanna
- Ranunculus lanuginosus  L. – jaskier kosmaty
- Ranunculus lingua L. – jaskier wielki
- Ranunculus peltatus Schrank. – jaskier tarczowaty
- Ranunculus penicillatus (Dumort) Bab. – jaskier pędzelkowaty
- Ranunculus platanifolius L. – jaskier platanolistny
- Ranunculus polyanthemos L. – jaskier wielokwiatowy
- Ranunculus pseudofluitans (Syme) Newbould ex Baker & Foggitt – jaskier nibyrzeczny
- Ranunculus pseudomontanus Schur. – jaskier halny
- Ranunculus repens L. – jaskier rozłogowy
- Ranunculus rionii Lagger – jaskier Riona
- Ranunculus saniculifolius Viv. ≡ R. baudotii Godr. – jaskier Baudota
- Ranunculus sardous Crantz – jaskier sardyński
- Ranunculus sceleratus L. – jaskier jadowity
- Ranunculus serpens Schrank – jaskier gajowy
- Ranunculus strigulosus Schur – jaskier rdzawy
- Ranunculus subtatricus Jasiewicz – jaskier podtatrzański
- Ranunculus thora L. – jaskier okrągłolistny
- Ranunculus trichophyllus Chaix – jaskier skąpopręcikowy
- Thalictrum alpinum L. – rutewka alpejska[14]
- Thalictrum aquilegiifolium L. – rutewka orlikolistna
- Thalictrum flavum L. – rutewka żółta
- Thalictrum lucidum L. – rutewka wąskolistna
- Thalictrum minus L. – rutewka mniejsza
- Thalictrum simplex L. – rutewka pojedyncza
- Trollius europaeus  L. – pełnik europejski
  - T. europaeus subsp. transsilvanicus (Schur) Domin ≡ T. altissimus Crantz – pełnik alpejski

### Saxifragalesskalnicowce

#### Crassulaceaegruboszowate
- Crassula aquatica (L.) Schönland – grubosz wodny, uwroć wodna
- Hylotelephium maximum (L.) Holub ≡ Sedum maximum (L.) Hoffm. – rozchodnik wielki
  - H. telephium subsp. fabaria (W.D.J.Koch) H.Ohba ≡ Sedum fabaria W.D.J.Koch – rozchodnik karpacki
- Petrosedum rupestre (L.) P.V.Heath ≡ Sedum rupestre L. – rozchodnik ościsty
- Phedimus spurius (M.Bieb.) 't Hart ≡ Sedum spurium M. Bieb. – rozchodnik kaukaski (metafit)
- Rhodiola rosea L. – różeniec górski
- Sedum acre L. – rozchodnik ostry
- Sedum album L. – rozchodnik biały (metafit)
- Sedum alpestre Vill. – rozchodnik alpejski
- Sedum atratum L. – rozchodnik czarniawy
- Sedum rubens L. – rozchodnik czerwieniejący (metafit)
- Sedum sexangulare L. – rozchodnik sześciorzędowy
- Sedum villosum L. – rozchodnik owłosiony
- Sempervivum carpathicum Wettst. ex Prodan – rojnik karpacki
- Sempervivum globiferum subsp. globiferum ≡ Jovibarba sobolifera (Sims) Opiz – rojownik pospolity, rojnik pospolity
- Sempervivum globiferum subsp. hirtum (L.) 't Hart & Bleij ≡ Jovibarba hirta (L.) Opiz – rojownik włochaty, rojnik włochaty
- Sempervivum montanum L. – rojnik górski

#### Grossulariaceaeagrestowate
- Ribes uva-crispa L. – porzeczka agrest, agrest
- Ribes alpinum L. – porzeczka alpejska
- Ribes nigrum L. – porzeczka czarna
- Ribes spicatum E. Robson – porzeczka czerwona
- Ribes petraeum Wulfen – porzeczka skalna
- Ribes rubrum L. – porzeczka zwyczajna

#### Haloragaceaewodnikowate
- Myriophyllum alterniflorum DC. – wywłócznik skrętoległy
- Myriophyllum spicatum L. – wywłócznik kłosowy
- Myriophyllum verticillatum L. – wywłócznik okółkowy

#### Saxifragaceaeskalnicowate
- Chrysosplenium alternifolium L. – śledziennica skrętolistna
- Chrysosplenium oppositifolium L. – śledziennica naprzeciwlistna
- Micranthes hieraciifolia (Waldst. & Kit. ex Willd.) Haw. ≡ Saxifraga hieracifolia Waldst. & Kit. – skalnica jastrzębcowata
- Micranthes nivalis (L.) Small ≡ Saxifraga nivalis L. – skalnica śnieżna
- Saxifraga adscendens L. – skalnica dwuletnia
- Saxifraga aizoides L. – skalnica nakrapiana
- Saxifraga androsacea L. – skalnica naradkowata
- Saxifraga bryoides L. – skalnica mchowata
- Saxifraga caesia L. – skalnica seledynowa
- Saxifraga carpatica Rchb. – skalnica karpacka
- Saxifraga cernua L. – skalnica zwisła
- Saxifraga granulata L. – skalnica ziarenkowata
- Saxifraga hirculus L. – skalnica torfowiskowa
- Saxifraga moschata  Wulffen – skalnica darniowa
- Saxifraga oppositifolia L. – skalnica naprzeciwlistna
- Saxifraga paniculata Mill. – skalnica gronkowa
- Saxifraga retusa Gouan – skalnica odgiętolistna
- Saxifraga rosacea subsp. sponhemica (C.C.Gmel.) D.A.Webb ≡ S. sponhemica C.C. Gmel. – skalnica zwodnicza
- Saxifraga tridactylites L. – skalnica trójpalczasta
- Saxifraga umbrosa L. – skalnica cienista (metafit)
- Saxifraga wahlenbergii Ball – skalnica tatrzańska

### Vitaleswinoroślowce

#### Vitaceaewinoroślowate
- Parthenocissus quinquefolia (L.) Planch. ≡ P. inserta (A.Kern.) Fritsch – winobluszcz pięciolistkowy (w. zaroślowy) (metafit)
- Vitis vinifera L. – winorośl właściwa (metafit)

### Celastralesdławiszowce

#### Celastraceaedławiszowate
- Celastrus orbiculatus Thunb. – dławisz okrągłolistny (metafit)
- Euonymus europaeus L. – trzmielina pospolita
- Euonymus verrucosus Scop. – trzmielina brodawkowata
- Parnassia palustris L. – dziewięciornik błotny

### Malpighialesmalpigiowce

#### Elatinaceaenadwodnikowate
- Elatine hydropiper L. – nadwodnik naprzeciwlistny
- Elatine alsinastrum L. – nadwodnik okółkowy
- Elatine hexandra (Lapierre) DC. – nadwodnik sześciopręcikowy
- Elatine triandra Schkuhr – nadwodnik trójpręcikowy

#### Euphorbiaceaewilczomleczowate
- Euphorbia amygdaloides L. – wilczomlecz migdałolistny
- Euphorbia angulata Jacq. – wilczomlecz kątowy
- Euphorbia austriaca A. Kern. – wilczomlecz austriacki
- Euphorbia carpatica Woł. – wilczomlecz karpacki
- Euphorbia cyparissias L. – wilczomlecz sosnka
- Euphorbia dulcis L. – wilczomlecz słodki
- Euphorbia epithymoides L. – wilczomlecz pstry (metafit?)
- Euphorbia esula L. – wilczomlecz lancetowaty
- Euphorbia exigua L. – wilczomlecz drobny (metafit)
- Euphorbia falcata L. – wilczomlecz sierpowaty (metafit)
- Euphorbia helioscopia L. – wilczomlecz obrotny (metafit)
- Euphorbia humifusa Willd. – wilczomlecz rozesłany (metafit)
- Euphorbia illirica Lam. ≡ E. villosa Waldst. & Kit. ex Willd. – wilczomlecz włosisty
- Euphorbia lucida Waldst. & Kit. – wilczomlecz błyszczący
- Euphorbia maculata L. – wilczomlecz plamisty (metafit)
- Euphorbia palustris L. – wilczomlecz błotny
- Euphorbia peplus L. – wilczomlecz ogrodowy (metafit)
- Euphorbia platyphyllos L. – wilczomlecz szerokolistny (metafit?)
- Euphorbia saratoi Ardoino ≡ E. virgultosa Klokov – wilczomlecz miotlasty (metafit?)
- Euphorbia serrulata Thuill. – wilczomlecz sztywny
- Euphorbia taurinensis All. – wilczomlecz grecki (metafit)
- Euphorbia virgata Wakdst. & Kit. – wilczomlecz rózgowaty (metafit?)
- Mercurialis annua L. – szczyr roczny (metafit)
- Mercurialis perennis L. – szczyr trwały

#### Hypericaceaedziurawcowate
- Hypericum elegans Stephan ex Willd. – dziurawiec wytworny
- Hypericum hirsutum L. – dziurawiec kosmaty
- Hypericum humifusum L. – dziurawiec rozesłany
- Hypericum maculatum Crantz – dziurawiec czteroboczny
- Hypericum majus (A.Gray) Britton – dziurawiec większy (metafit)
- Hypericum montanum L. – dziurawiec skąpolistny
- Hypericum perforatum L. – dziurawiec zwyczajny
- Hypericum pulchrum L. – dziurawiec nadobny
- Hypericum tetrapterum Fr. – dziurawiec skrzydełkowaty

#### Linaceaelnowate
- Linum austriacum L. – len austriacki (metafit)
- Linum catharticum L. – len przeczyszczający
- Linum extraaxillare Kit. – len karpacki
- Linum flavum L. – len złocisty
- Linum hirsutum L. – len włochaty
- Linum perenne L. – len trwały (metafit)
- Radiola linoides Roth – lenek stoziarn

#### Salicaceaewierzbowate
- Populus alba L. – topola biała
- Populus × berolinensis K.Koch – topola berlińska (metafit)
- Populus × canadensis Moench – topola kanadyjska (metafit)
- Populus × canescens (Aiton) Sm. – topola szara
- Populus nigra L. – topola czarna
- Populus tremula L. – topola osika
- Populus tristis Fisch. ≡ P. trichocarpa Fisch. – topola kalifornijska (metafit)
- Salix acutifolia Willd. – wierzba ostrolistna (metafit)
- Salix alba L. – wierzba biała
- Salix alpina Scop. – wierzba alpejska
- Salix aurita L. – wierzba uszata
- Salix bicolor Ehrh. ex Willd. ≡ S. bicolor L. – wierzba dwubarwna
- Salix caprea L. – wierzba iwa
- Salix cinerea L. – wierzba szara
- Salix cordata Michx. – wierzba gęstolistna
- Salix daphnoides Vill. – wierzba wawrzynkowa
- Salix eleagnos Scop. – wierzba siwa
- Salix eriocephala Michx. – wierzba amerykanka (metafit)
- Salix × fragilis L. (mieszaniec wierzby białej S. alba i S. euxina) ≡ S. fragilis L. – wierzba krucha
- Salix gmelinii Pall. ≡ S. × dasyclados Willd. – wierzba długokończysta
- Salix hastata L. – wierzba oszczepowata
- Salix helvetica Vill. – wierzba szwajcarska
- Salix herbacea L. – wierzba zielna
- Salix lapponum L. – wierzba lapońska
- Salix myrsinifolia Salisb. – wierzba czarniawa
- Salix myrtilloides L. – wierzba borówkolistna
- Salix pentandra L. – wierzba pięciopręcikowa
- Salix purpurea L. – wierzba purpurowa
- Salix repens L. – wierzba płożąca
- Salix reticulata L. – wierzba żyłkowana
- Salix retusa L. – wierzba wykrojona
- Salix silesiaca Willd. – wierzba śląska
- Salix starkeana Willd. – wierzba śniada
- Salix triandra L. – wierzba trójpręcikowa
- Salix viminalis L. – wierzba wiciowa

#### Violaceaefiołkowate
- Viola alba Besser – fiołek biały
- Viola alpina Jacq. – fiołek alpejski
- Viola arvensis Murray – fiołek polny
- Viola biflora L. – fiołek dwukwiatowy
- Viola canina L. – fiołek psi
- Viola collina Besser – fiołek pagórkowy
- Viola cornuta L. – fiołek rogaty (metafit)
- Viola dacica Borbás – fiołek dacki
- Viola elatior Fr. – fiołek wyniosły
- Viola elatior Fr. ≡ V. montana L. – fiołek nibypsi
- Viola epipsila Ledeb. – fiołek torfowy
- Viola hirta L. – fiołek kosmaty
- Viola lutea Huds. – fiołek żółty
- Viola mirabilis L. – fiołek przedziwny
- Viola odorata L. – fiołek wonny (metafit?)
- Viola palustris L. – fiołek błotny
- Viola pumila Chaix – fiołek drobny
- Viola reichenbachiana Jord. ex Boreau – fiołek leśny
- Viola riviniana Rchb. – fiołek Rivina
- Viola rupestris F.W.Schmidt – fiołek skalny
- Viola stagnina Kit. ex Schult. – fiołek mokradłowy
- Viola suavis M.Bieb. – fiołek bławatkowy
- Viola tricolor L. – fiołek trójbarwny
  - V. tricolor subsp. subalpina Gaudin ≡ V. saxatilis F.W.Schmidt – fiołek trwały
- Viola uliginosa Besser – fiołek bagienny

### Oxalidalesszczawikowce

#### Oxalidaceaeszczawikowate
- Oxalis acetosella L. – szczawik zajęczy
- Oxalis corniculata L. – szczawik rożkowaty (metafit)
- Oxalis dillenii Jacq. – szczawik Dillena (metafit)
- Oxalis stricta L. – szczawik żółty (metafit)

### Fabalesbobowce

#### Fabaceaebobowate, motylkowate
- Anthyllis vulneraria L. – przelot pospolity
  - A. vulneraria subsp. alpestris (Kit.) Asch. & Graebn. ≡ Anthyllis alpestris (Schult.) Kit. – przelot alpejski
- Astragalus arenarius L. – traganek piaskowy
- Astragalus australis (L.) Lam. – traganek jasny
- Astragalus cicer L. – traganek pęcherzykowaty
- Astragalus danicus Retz. – traganek duński
- Astragalus frigidus (L.) A. Gray – traganek wytrzymały
- Astragalus glycyphyllos L. – traganek szerokolistny
- Astragalus onobrychis L. – traganek długokwiatowy
- Astragalus penduliflorus Lam. – traganek zwisłokwiatowy
- Caragana arborescens Lam. – karagana syberyjska (metafit)
- Chamaecytisus albus (Hacq.) Rothm. – szczodrzeniec zmienny
- Chamaecytisus ratisbonensis (Schaeff.) Rothm – szczodrzeniec rozesłany
- Chamaecytisus ruthenicus (Fisch. ex Woł.) Klásk. – szczodrzeniec ruski
- Chamaecytisus supinus (L.) Link – szczodrzeniec główkowaty
- Cytisus nigricans L. ≡ Lembotropis nigricans (L.) Griseb. – szczodrzyk czerniejący
- Cytisus scoparius (L.) Link ≡ Sarothamnus scoparius (L.) Wimm. – żarnowiec miotlasty
- Galega officinalis L. – rutwica lekarska (metafit)
- Genista germanica L. – janowiec ciernisty
- Genista pilosa L. – janowiec włosisty
- Genista sagittalis L. – janowiec skrzydlaty (metafit)
- Genista tinctoria L. – janowiec barwierski
- Hedysarum hedysaroides (L.) Schinz & Thell. – siekiernica górska
- Laburnum anagyroides Medik. – złotokap pospolity
- Lathyrus aphaca (L.) DC. – groszek bezlistny (metafit)
- Lathyrus heterophyllus L. – groszek różnolistny
- Lathyrus hirsutus L. – groszek kosmatostrąkowy
- Lathyrus japonicus Willd. ≡ L. maritimus (L.) Bigelow – groszek nadmorski
- Lathyrus laevigatus (Waldst. & Kit.) Gren – groszek wschodniokarpacki
- Lathyrus latifolius L. – groszek szerokolistny
- Lathyrus linifolius (Reichard) Bässler ≡ L. montanus Bernh. – groszek skrzydlasty
- Lathyrus niger (L.) Bernh. – groszek czerniejący
- Lathyrus nissolia L. – groszek liściakowy (metafit)
- Lathyrus oleraceus Lam. ≡ Pisum sativum L. – groch zwyczajny (metafit)
- Lathyrus palustris L. – groszek błotny
- Lathyrus pannonicus (Jacq.) Garcke – groszek pannoński (metafit)
- Lathyrus pisiformis L. – groszek wielkoprzylistkowy
- Lathyrus pratensis L. – groszek łąkowy
- Lathyrus sylvestris L. – groszek leśny
- Lathyrus tuberosus L. – groszek bulwiasty (metafit)
- Lathyrus vernus (L.) Bernh. – groszek wiosenny
- Lotus corniculatus L. – komonica zwyczajna
- Lotus germanicus (Gremli) Peruzzi ≡ Dorycnium germanicum (Gremli) Rikli – szyplin jedwabisty
- Lotus herbaceus (Vill.) Jauzein ≡ Dorycnium herbaceum Vill. – szyplin zielny
- Lotus maritimus L. ≡ Tetragonolobus maritimus (L.) Roth – komonica skrzydlatostrąkowa, komonicznik skrzydlatostrąkowy
- Lotus pedunculatus Cav. ≡ L. uliginosus Schkuhr – komonica błotna
- Lotus tenuis Waldst. & Kit. ex Willd. – komonica wąskolistna
- Lupinus polyphyllus L. – łubin trwały (metafit)
- Medicago falcata L. – lucerna sierpowata
- Medicago lupulina L. – lucerna nerkowata
- Medicago minima (L.) Bartal. – lucerna kolczastostrąkowa
- Medicago sativa L. – lucerna siewna (metafit)
- Medicago × varia Martyn – lucerna pośrednia (metafit)
- Melilotus albus Medik. ≡ M. alba Medik. – nostrzyk biały
- Melilotus altissimus Thuill. ≡ M. altissima Thuill. – nostrzyk wyniosły
- Melilotus dentatus (Waldst. & Kit.) Desf. ≡ M. dentata (Waldst. & Kit.) Pers. – nostrzyk ząbkowany
- Melilotus officinalis (L.) Lam. ≡ M. officinalis (L.) Pall. – nostrzyk żółty
- Melilotus wolgicus Poir. ≡ M. wolgica Poir. in Lam. – nostrzyk wołżański (metafit)
- Onobrychis arenaria (Kit.) DC. – sparceta piaskowa
- Onobrychis montana DC. – sparceta górska
- Onobrychis viciifolia Scop. – sparceta siewna (metafit)
- Ononis arvensis L. – wilżyna bezbronna
- Ononis spinosa L. – wilżyna ciernista
  - O. spinosa subsp. procurrens (Wallr.) Briq. ≡ O. repens L. – wilżyna rozłogowa
- Ornithopus perpusillus L. – seradela drobna
- Oxytropis campestris (L.) DC. – ostrołódka polna
- Oxytropis carpatica R. Uechtr. – ostrołódka karpacka
- Oxytropis halleri Bunge – ostrołódka Hallera
- Oxytropis pilosa (L.) DC. – ostrołódka kosmata
- Robinia × ambigua Poir. – robinia pośrednia (metafit)
- Robinia hispida L. – robinia szczeciniasta (metafit)
- Robinia pseudoacacia L. – robinia akacjowa (metafit)
- Securigera varia (L.) Lassen – topornica pstra
- Trifolium alpestre L. – koniczyna dwukłosowa
- Trifolium arvense L. – koniczyna polna
- Trifolium aureum Pollich – koniczyna złocistożółta
- Trifolium badium Schreb. – koniczyna brunatna
- Trifolium campestre Schreb. – koniczyna różnoogonkowa
- Trifolium dubium Sibth. – koniczyna drobnogłówkowa
- Trifolium fragiferum L. – koniczyna rozdęta
- Trifolium hybridum L. – koniczyna białoróżowa
  - T. hybridum subsp. elegans (Savi) Asch. & Graebn. ≡ T. elegans Savi – koniczyna nadobna
- Trifolium lupinaster L. – koniczyna łubinowata
- Trifolium medium L. – koniczyna pogięta
- Trifolium montanum L. – koniczyna pagórkowa
- Trifolium ochroleucon Huds. – koniczyna żółtobiała
- Trifolium pannonicum Jacq. – koniczyna pannońska
- Trifolium patens Schreb. – koniczyna odstająca (metafit)
- Trifolium pratense L. – koniczyna łąkowa
- Trifolium repens L. – koniczyna biała
- Trifolium rubens L. – koniczyna długokłosowa
- Trifolium spadiceum L. – koniczyna kasztanowata
- Trifolium striatum L. – koniczyna kreskowana
- Ulex europaeus L. – kolcolist zachodni
- Vicia cassubica L. – wyka kaszubska
- Vicia cracca L. – wyka ptasia
- Vicia dumetorum L. – wyka zaroślowa
- Vicia grandiflora Scop. – wyka wielkokwiatowa (metafit)
- Vicia hirsuta (L.) Gray – wyka drobnokwiatowa
- Vicia lathyroides L. – wyka lędźwianowata
- Vicia pannonica Crantz – wyka pannońska (metafit)
- Vicia pisiformis L. – wyka grochowata
- Vicia sativa L. – wyka siewna (metafit)
  - V. sativa subsp. nigra Ehrh. ≡ V. angustifolia L. – wyka wąskolistna
- Vicia sepium L. – wyka płotowa
- Vicia sylvatica L. – wyka leśna
- Vicia tenuifolia Roth – wyka długożagielkowa
- Vicia tetrasperma (L.) Schreb. – wyka czteronasienna (metafit)
- Vicia villosa Roth – wyka kosmata (metafit)
  - V. villosa subsp. varia (Host) Corb. ≡ V. dasycarpa Ten. – wyka pstra (metafit)

#### Polygalaceaekrzyżownicowate
- Polygala amara L. – krzyżownica gorzka
- Polygala amarella Crantz – krzyżownica gorzkawa
- Polygala vulgaris L. – krzyżownica zwyczajna
- Polygala comosa Schkuhr – krzyżownica czubata
  - P. vulgaris subsp. oxyptera (Rchb.) Schübl. & G.Martens ≡ P. oxyptera Rchb. – krzyżownica ostroskrzydełkowa

### Rosalesróżowce

#### Cannabaceaekonopiowate
- Humulus lupulus L. – chmiel zwyczajny

#### Elaeagnaceaeoliwnikowate
- Elaeagnus angustifolia L. – oliwnik wąskolistny (metafit)
- Elaeagnus commutata Bernh. ex Rydb. – oliwnik srebrzysty (metafit)
- Hippophaë rhamnoides L. – rokitnik zwyczajny

#### Moraceaemorwowate
- Morus alba L. – morwa biała (metafit)

#### Rhamnaceaeszakłakowate
- Frangula alnus Mill. – kruszyna pospolita
- Rhamnus cathartica L. – szakłak pospolity

#### Rosaceaeróżowate
- Agrimonia eupatoria L. – rzepik pospolity
- Agrimonia pilosa Ledeb. – rzepik szczeciniasty
- Agrimonia procera Wallr. – rzepik wonny
- Alchemilla – przywrotnik (w tym skrytek Aphanes) (...)
- Amelanchier alnifolia (Nutt.) Nutt. ex M.Roem. – świdośliwa olcholistna (metafit)
- Amelanchier × lamarckii F.G.Schroed. – świdośliwa Lamarcka (metafit)
- Amelanchier × spicata (Lam.) K.Koch – świdośliwa kłosowa (metafit)
- Argentina anserina (L.) Rydb. ≡ Potentilla anserina L. – pięciornik gęsi
- Aria graeca (Lodd. ex Spach) M.Roem. ≡ Sorbus graeca (Spach) Kotschy – jarząb grecki
- Aria edulis (Willd.) M.Roem. ≡ Sorbus carpatica Borbás – jarząb karpacki
- Aria edulis (Willd.) M.Roem. ≡ Sorbus aria (L.) Crantz – jarząb mączny
- Aruncus dioicus (Walter) Fernald – parzydło leśne
- Chamaemespilus alpina (Mill.) K.R.Robertson & J.B.Phipps ≡ Sorbus chamaemespilus (L.) Crantz – jarząb nieszpułkowy
- Comarum palustre L. – siedmiopalecznik błotny
- Cotoneaster acutifolius Turcz. ≡ C. lucidus Schltdl. – irga błyszcząca (metafit)
- Cotoneaster divaricatus Rehder & E.H.Wilson – irga rozkrzewiona (metafit)
- Cotoneaster integerrimus Medik. – irga zwyczajna
- Cotoneaster niger (Ehrh.) Fr. – irga czarna
- Cotoneaster tomentosus (Aiton) Lindl. – irga kutnerowata
- Crataegus chlorocarpa Lenné & K.Koch – głóg ałtajski (metafit)
- Crataegus coccinea L. – głóg szkarłatny (metafit)
- Crataegus flabellata (Bosc ex Spach) K.Koch – głóg wachlarzowaty (metafit)
- Crataegus laevigata (Poir.) DC. – głóg dwuszyjkowy
- Crataegus × macrocarpa Hegetschw. – głóg wielkoowocowy
- Crataegus × media Bechst. – głóg pośredni
- Crataegus monogyna Jacq. – głóg jednoszyjkowy
- Crataegus rhipidophylla Gand. – głóg odgiętodziałkowy
- Crataegus × subsphaericea Gand. – głóg nierównoząbkowy
- Dryas octopetala L. – dębik ośmiopłatkowy
- Drymocallis rupestris (L.) Soják ≡ Potentilla rupestris Vill. – pięciornik skalny
- Filipendula ulmaria (L.) Maxim. – wiązówka błotna
- Filipendula vulgaris Moench – wiązówka bulwkowa
- Fragaria moschata Duchesne ex Weston – poziomka wysoka
- Fragaria vesca L. – poziomka pospolita
- Fragaria viridis Weston – poziomka twardawa
- Geum aleppicum Jacq. – kuklik sztywny
- Geum montanum L. – kuklik górski
- Geum reptans L. – kuklik rozesłany
- Geum rivale L. – kuklik zwisły
- Geum urbanum L. – kuklik pospolity
- Majovskya sudetica (Tausch) Sennikov & Kurtto ≡ Sorbus sudetica (Tausch.) Fritsch. – jarząb sudecki
- Malus domestica (Suckow) Borkh. – jabłoń domowa (metafit)
- Malus sylvestris (L.) Mill. – jabłoń dzika
- Potentilla alba L. – pięciornik biały
- Potentilla anglica Laichard. – pięciornik rozścielony
- Potentilla argentea L. – pięciornik srebrny (w tym: P. decumbens Jord. – pięciornik rozpostarty, P. demissa Jord. – pięciornik mały, P. dissecta (Wallr.) Zimmeter – pięciornik wciętolistkowy, P. tenuiloba Jord. – pięciornik wąskolistkowy)
- Potentilla aurea L. – pięciornik złoty
- Potentilla × collina Wibel ≡ P. collina Wibel s. s. – pięciornik pagórkowy
- Potentilla crantzii (Crantz) Beck ex Fritsch – pięciornik alpejski
- Potentilla × decipiens Jord. ex Verl. ≡ P. × tynieckii Błocki – pięciornik Tynieckiego
- Potentilla erecta (L.) Raeusch. – pięciornik kurze ziele
- Potentilla × gabarae Kołodziejek – pięciornik Gabary
- Potentilla heptaphylla L. – pięciornik siedmiolistkowy
- Potentilla incana P.Gaertn., B.Mey. & Scherb. ≡ P. arenaria Borkh. – pięciornik piaskowy
- Potentilla inclinata Vill. – pięciornik siwy (w tym: P. impolita Wahlenb. – pięciornik wygładzony)
- Potentilla indica (Andrews) Th.Wolf ≡ Duchesnea indica (Andrews) Focke – poziomkówka indyjska (metafit)
- Potentilla intermedia L. non Wahlenb. – pięciornik pośredni
- Potentilla leucopolitana P.J.Müll. – pięciornik jedwabisty (w tym P. koernickei R.Uechtr. ex Zimmeter – pięciornik Körnickiego, P. schultzii Callier – pięciornik Schultza)
- Potentilla micrantha Ramond ex DC. – pięciornik drobny
- Potentilla microdons Schur – pięciornik drobnoząbkowy
- Potentilla norvegica L. – pięciornik norweski
- Potentilla pusilla Host – pięciornik omszony (w tym P. neumanniana Rchb. – pięciornik wiosenny)
- Potentilla recta L. – pięciornik wyprostowany
- Potentilla reptans L. – pięciornik rozłogowy
- Potentilla × scholziana Callier – pięciornik Scholza
- Potentilla silesiaca R. Uechtr. – pięciornik śląski
- Potentilla sterilis (L.) Garcke – pięciornik płonny
- Potentilla supina L. – pięciornik niski
- Potentilla thyrsiflora Hülsen in Zimmeter ex A. Kern. – pięciornik rozpierzchłokwiatowy (w tym P. leucopolitanoides Błocki – pięciornik belgradzki)
- Potentilla wimanniana Günther & Schummel – pięciornik Wimanna
- Prunus avium (L.) L. ≡ Cerasus avium (L.) Moench – wiśnia ptasia, czereśnia
- Prunus cerasifera Ehrh. – śliwa wiśniowa, ałycza (metafit)
- Prunus cerasus L. ≡ Cerasus vulgaris Mill. – wiśnia pospolita (metafit)
- Prunus domestica L. – śliwa domowa (metafit)
- Prunus fruticosa Pall. ≡ Cerasus fruticosa Pall. – wiśnia karłowata, wisienka stepowa
- Prunus mahaleb L. ≡ Cerasus mahaleb (L.) Mill. – wiśnia wonna, antypka (metafit)
- Prunus padus L. ≡ Padus avium Mill. – czeremcha zwyczajna
  - P. padus var. borealis A.Blytt ≡ Padus petraea Tausch – czeremcha skalna
- Prunus serotina Ehrh. ≡ Padus serotina (Ehrh.) Borkh. – czeremcha amerykańska (metafit)
- Prunus spinosa L. – śliwa tarnina
- Prunus virginiana L. ≡ Padus virginiana (L.) Mill. – czeremcha wirginijska (metafit)
- Pyrus communis L. – grusza pospolita (w tym grusza polna P. pyraster)
- Rosa acicularis Lindl. – róża igiełkowata (metafit)
- Rosa agrestis Savi – róża polna
- Rosa blanda Aiton – róża labradorska (metafit)
- Rosa canina L. – róża dzika
- Rosa carolina L. – róża karolińska (metafit)
- Rosa davurica Pall. – róża dahurska (metafit)
- Rosa dumalis Bechst. em. Boulenger – róża sina
- Rosa foetida Herrm. – róża żółta (metafit)
- Rosa gallica L. – róża francuska
- Rosa glauca Pourr. – róża czerwonawa (metafit)
- Rosa gorenkensis Besser – róża rosyjska (metafit)
- Rosa inodora Fr. – róża eliptyczna
- Rosa majalis Herrm. – róża girlandowa
- Rosa marginata Wallr. ≡ Rosa jundzillii Bess. – róża Jundziłła
- Rosa micrantha Borrer ex Sm. – róża drobnokwiatowa
- Rosa multiflora Thunb. – róża wielokwiatowa (metafit)
- Rosa pendulina L. – róża alpejska
- Rosa rubiginosa L. – róża rdzawa
- Rosa rugosa Thunb. – róża pomarszczona (metafit)
- Rosa sherardii Davies – róża zapoznana
- Rosa spinosissima L. – róża gęstokolczasta (metafit)
- Rosa tomentosa Sm. – róża kutnerowata
- Rosa villosa L. – róża jabłkowata
- Rosa virginiana Herrm. – róża wirgińska (metafit)
- Rosa zalana Wiesb. – róża węgierska
- Rubus – jeżyna (...)
- Sanguisorba minor Scop. – krwiściąg mniejszy
  - S. minor subsp. balearica (Bourg. ex Nyman) Muñoz Garm. & C.Navarro ≡ S. muricata Gremli – krwiściąg średni
- Sanguisorba officinalis L. – krwiściąg lekarski
- Scandosorbus intermedia (Ehrh.) Sennikov ≡ Sorbus intermedia (Ehrh.) Pers. – jarząb szwedzki
- Sibbaldia procumbens L. – sybaldia rozesłana
- Sorbaria sorbifolia (L.) A.Braun – tawlina jarzębolistna (metafit)
- Sorbus aucuparia L. em. Hedl. – jarząb pospolity, jarzębina
- Spiraea alba Du Roi – tawuła biała (metafit)
- Spiraea chamaedryfolia L. – tawuła ożankolistna (metafit)
- Spiraea media Schmidt – tawuła średnia
- Spiraea ×pseudosalicifolia Silverside – tawuła nibywierzbolistna (metafit)
- Spiraea salicifolia L. – tawuła wierzbolistna
- Spiraea tomentosa L. – tawuła kutnerowata (metafit)
- Torminalis glaberrima (Gand.) Sennikov & Kurtto ≡ Sorbus torminalis (L.) Crantz – jarząb brekinia

#### Ulmaceaewiązowate
- Ulmus glabra Huds. – wiąz górski
- Ulmus laevis Pall. – wiąz szypułkowy
- Ulmus minor Mill. – wiąz pospolity

#### Urticaceaepokrzywowate
- Parietaria officinalis L. – parietaria lekarska (metafit)
- Parietaria pensylvanica Muhl. ex Willd. – parietaria pensylwańska (metafit)
- Urtica dioica L. – pokrzywa zwyczajna
- Urtica urens L. – pokrzywa żegawka (metafit)

### Cucurbitalesdyniowce

#### Cucurbitaceaedyniowate
- Bryonia alba L. – przestęp biały (metafit)
- Bryonia dioica Jacq. – przestęp dwupienny (metafit)
- Echinocystis lobata (Michx.) Torr. &. Gray – kolczurka klapowana (metafit)
- Sicyos angulatus L. – harbuźnik kolczasty (metafit)
- Thladiantha dubia Bunge – ziemniaczka sercowata (metafit)

### Fagalesbukowce

#### Betulaceaebrzozowate
- Alnus alnobetula (Ehrh.) K.Koch ≡ A. viridis (Chaix) DC. in Lam. & DC. – olsza zielona
- Alnus glutinosa (L.) Gaertn. – olsza czarna
- Alnus incana (L.) Moench – olsza szara
  - A. incana subsp. rugosa (Du Roi) R.T. Clausen ≡ A. rugosa (Du Roi) Spreng. – olsza pomarszczona (metafit)
- Betula humilis Schrank – brzoza niska
- Betula lenta L. – brzoza cukrowa (metafit)
- Betula nana L. – brzoza karłowata
- Betula pubescens Ehrh. – brzoza omszona
- Betula pendula Roth – brzoza brodawkowata
- Carpinus betulus L. – grab pospolity
- Corylus avellana L. – leszczyna pospolita
- Corylus colurna L. – leszczyna turecka (metafit)

#### Fagaceaebukowate
- Castanea sativa Mill. – kasztan jadalny (metafit)
- Fagus sylvatica L. – buk zwyczajny
- Quercus cerris L. – dąb burgundzki (metafit)
- Quercus petraea (Matt.) Liebl. – dąb bezszypułkowy
- Quercus pubescens Willd. – dąb omszony (metafit)
- Quercus robur L. – dąb szypułkowy
- Quercus rubra L. – dąb czerwony (metafit)

#### Myricaceaewoskownicowate
- Myrica gale L. – woskownica europejska

#### Juglandaceaeorzechowate
- Carya cordiformis (Wangenh.) K.Koch – orzesznik gorzki (metafit)
- Carya ovata (Mill.) K.Koch – orzesznik pięciolistkowy (metafit)
- Juglans cinerea L. – orzech szary (metafit)
- Juglans nigra L. – orzech czarny (metafit)
- Juglans regia L. – orzech włoski (metafit)
- Pterocarya fraxinifolia (Lam.) Spach – skrzydłorzech kaukaski (metafit)

### Geranialesbodziszkowce

#### Geraniaceaebodziszkowate
- Erodium cicutarium (L.) L'Hér. – iglica pospolita
- Geranium bohemicum L. – bodziszek czeski (metafit)
- Geranium columbinum L. – bodziszek gołębi
- Geranium dissectum L. – bodziszek porozcinany (metafit)
- Geranium divaricatum Ehrh. – bodziszek rozłożysty (metafit)
- Geranium molle L. – bodziszek kosmaty (metafit)
- Geranium palustre L. – bodziszek błotny
- Geranium phaeum L. – bodziszek żałobny
- Geranium pratense L. – bodziszek łąkowy
- Geranium pusillum Burm. F. ex L. – bodziszek drobny
- Geranium pyrenaicum L. – bodziszek pirenejski
- Geranium robertianum L. – bodziszek cuchnący
- Geranium sanguineum L. – bodziszek czerwony
- Geranium sibiricum L. – bodziszek syberyjski (metafit)
- Geranium sylvaticum L. – bodziszek leśny (metafit)

### Myrtalesmirtowce

#### Onagraceaewiesiołkowate
- Circaea alpina L. – czartawa drobna
- Circaea × intermedia Ehrh. – czartawa pośrednia
- Circaea lutetiana L. – czartawa pospolita
- Epilobium alpestre (Jacq.) Krock. – wierzbownica okółkowa
- Epilobium alsinifolium Vill. – wierzbownica mokrzycowa
- Epilobium anagallidifolium Lam. – wierzbownica drobnolistna
- Epilobium ciliatum Raf. – wierzbownica gruczołowata (metafit)
- Epilobium collinum C.C. Gmel. – wierzbownica wzgórzowa
- Epilobium hirsutum L. – wierzbownica kosmata
- Epilobium lanceolatum Sebast. & Mauri[15]
- Epilobium montanum L. – wierzbownica górska
- Epilobium nutans F.W. Schmidt – wierzbownica zwieszona
- Epilobium obscurum Schreb. – wierzbownica rózgowata
- Epilobium palustre L. – wierzbownica błotna
- Epilobium parviflorum Schreb. – wierzbownica drobnokwiatowa
- Epilobium pseudorubescens A.K.Skvortsov – wierzbownica nibyczerwonawa (metafit)
- Epilobium roseum Schreb. – wierzbownica bladoróżowa
- Epilobium tetragonum L. subsp. lamyi (F.W.Schultz) Nyman ≡ E. lamyi F.W. Schultz – wierzbownica Lamy'ego
- Epilobium tetragonum L. subsp. tetragonum ≡ E. adnatum Griseb. – wierzbownica czworoboczna
- Ludwigia palustris (L.) Elliott – ludwigia błotna
- Oenothera – wiesiołek

#### Lythraceaekrwawnicowate
- Lythrum hyssopifolia L. – krwawnica wąskolistna
- Lythrum portula (L.) D.A.Webb – bebłek błotny
- Lythrum salicaria L. – krwawnica pospolita
- Trapa natans L. – kotewka orzech wodny

### Crossosomatales

#### Staphyleaceaekłokoczkowate
- Staphylea pinnata L. – kłokoczka południowa

### Sapindalesmydleńcowce

#### Anacardiaceaenanerczowate
- Rhus typhina L. – sumak octowiec (metafit)

#### Rutaceaerutowate
- Dictamnus albus L. – dyptam jesionolistny

#### Sapindaceaemydleńcowate
- Acer campestre L. – klon polny
- Acer platanoides L. – klon zwyczajny
- Acer pseudoplatanus L. – klon jawor
- Acer negundo L. – klon jesionolistny (metafit)
- Acer rubrum L. – klon czerwony (metafit)
- Acer saccharinum L. – klon srebrzysty (metafit)
- Acer saccharum Marshall – klon cukrowy (metafit)
- Acer tataricum L. – klon tatarski (metafit)
- Aesculus hippocastanum L. – kasztanowiec pospolity (metafit)

#### Simaroubaceaebiegunecznikowate
- Ailanthus altissima (Mill.) Swingle – bożodrzew gruczołowaty (metafit)

### Malvalesślazowce

#### Cistaceaeczystkowate
- Helianthemum nummularium (L.) Mill. – posłonek rozesłany
- Helianthemum oelandicum subsp. alpestris (Jacq.) Ces. ≡ H. alpestre (Jacq.) DC. – posłonek alpejski

#### Malvaceaeślazowate
- Abutilon theophrasti Medik. – zaślaz pospolity (metafit)
- Lavatera thuringiaca L. – ślazówka turyngska
- Malva alcea L. – ślaz zygmarek (metafit)
- Malva moschata L. – ślaz piżmowy (metafit)
- Malva neglecta L. – ślaz zaniedbany (metafit)
- Malva pusilla L. – ślaz drobny (metafit)
- Malva sylvestris L. – ślaz dziki (metafit)
- Malva verticillata L. ≡ M. crispa L. – ślaz kędzierzawy (metafit)
- Tilia cordata Mill. – lipa drobnolistna
- Tilia platyphyllos Scop. – lipa szerokolistna

#### Thymelaeaceaewawrzynkowate
- Daphne cneorum L. – wawrzynek główkowy
- Daphne mezereum L. – wawrzynek wilczełyko
- Thymelaea passerina (L.) Coss. & Germ. – wilczypieprz roczny

### Brassicaleskapustowce

#### Brassicaceaekapustowate
- Alliaria petiolata (M.Bieb.) Cavara & Grande – czosnaczek pospolity
- Alyssum alyssoides (L.) L. – smagliczka kielichowata
- Alyssum montanum L. – smagliczka pagórkowa
- Alyssum turkestanicum var. desertorum (Stapf) Botsch. ≡ A. desertorum Stapf – smagliczka drobna
- Arabidopsis arenosa (L.) Lawalrée ≡ Cardaminopsis arenosa (L.) Hayek – rzeżusznik piaskowy
- Arabidopsis halleri (L.) O'Kane & Al-Shehbaz – rzodkiewnik Hallera
- Arabidopsis lyrata subsp. petraea O'Kane & Al-Shehbaz ≡ Cardaminopsis petraea (L.) Hiitonen – rzeżusznik skalny
- Arabidopsis neglecta  (Schult.) O'Kane & Al-Shehbaz ≡ Cardaminopsis neglecta (Schult.) Hayek – rzeżusznik tatrzański
- Arabidopsis suecica (Fr.) Norrl. – rzodkiewnik szwedzki
- Arabidopsis thaliana (L.) Heynh. – rzodkiewnik pospolity
- Arabis allionii DC. in Lam. – gęsiówka sudecka
- Arabis alpina L. – gęsiówka alpejska
- Arabis hirsuta (L.) Scop. – gęsiówka szorstkowłosista
- Arabis planisiliqua (Rchb.) Pers. – gęsiówka Gerarda
- Arabis recta Vill. – gęsiówka uszkowata
- Arabis soyeri Reut. & A. Huet. – gęsiówka stokrotkolistna
- Armoracia rusticana P. Gaertn., B. Mey & Scherb. – chrzan pospolity (metafit)
- Aurinia saxatilis (L.) Desv. ≡ Alyssum saxatile L. – smagliczka skalna
- Barbarea intermedia Boreau – gorczycznik pośredni (metafit)
- Barbarea stricta Andrz. – gorczycznik prosty
- Barbarea vulgaris W.T.Aiton – gorczycznik pospolity
- Berteroa incana (L.) DC. – pyleniec pospolity
- Biscutella laevigata L. – pleszczotka górska
- Brassica elongata Ehrh. – kapusta chrzanolistna (metafit)
- Brassica nigra (L.) W.D.J.Koch – kapusta czarna (metafit)
- Brassica rapa L. – kapusta właściwa (metafit)
- Bunias orientalis L. – rukiewnik wschodni (metafit)
- Cakile maritima Scop. – rukwiel nadmorska
- Camelina alyssum (Mill.) Thell. – lnicznik właściwy
- Camelina microcarpa Andrz. – lnicznik drobnoowocowy (metafit)
- Camelina sativa (L.) Crantz – lnicznik siewny (metafit)
- Capsella bursa-pastoris (L.) Medik. – tasznik pospolity
- Cardamine amara L. – rzeżucha gorzka
- Cardamine bulbifera (L.) Crantz ≡ Dentaria bulbifera L. – żywiec cebulkowy
- Cardamine chelidonia L. – rzeżucha glistnikowata (metafit)
- Cardamine enneaphyllos (L.) Crantz ≡ Dentaria enneaphyllos L. – żywiec dziewięciolistny
- Cardamine flexuosa With. – rzeżucha leśna
- Cardamine glanduligera O.Schwarz ≡ Dentaria glandulosa Waldst. & Kit. – żywiec gruczołowaty
- Cardamine hirsuta L. – rzeżucha włochata
- Cardamine impatiens L. – rzeżucha niecierpkowa
- Cardamine matthioli Moretti – rzeżucha Matthiolego
- Cardamine occulta Hornem. – rzeżucha wschodnia (metafit)
- Cardamine parviflora L. – rzeżucha drobnokwiatowa
- Cardamine pentaphyllos (L.) Crantz ≡ Dentaria pentaphyllos L. – żywiec pięciolistny
- Cardamine pratensis L. – rzeżucha łąkowa
  - C. pratensis subsp. paludosa (Knaf) Celak. ≡ C. dentata Schult. – rzeżucha bagienna
- Cardamine resedifolia L. – rzeżucha rezedolistna
- Cardamine trifolia L. – rzeżucha trójlistkowa
- Cochlearia danica L. – warzucha duńska (metafit)
- Cochlearia polonica A.Fröhl. – warzucha polska
- Cochlearia tatrae Borbás – warzucha tatrzańska
- Conringia orientalis (L.) Dumort. – pszonacznik wschodni (metafit)
- Descurainia sophia (L.) Webb ex Prantl – stulicha psia
- Diplotaxis muralis (L.) DC. – dwurząd murowy
- Diplotaxis tenuifolia (L.) DC. – dwurząd wąskolistny
- Draba aizoides L. – głodek mrzygłód
- Draba dubia Suter – głodek mroźny
- Draba fladnizensis Wulfen – głodek orzęsiony
- Draba majuscula Rouy & Foucaud
- Draba nemorosa  L. – głodek żółty
- Draba praecox Steven
- Draba siliquosa M.Bieb. – głodek karyntyjski
- Draba tomentosa Clairv. – głodek kutnerowaty
- Draba verna L. – wiosnówka pospolita
- Erucastrum gallicum (Willd.) O.E.Schulz – rukwiślad francuski (metafit)
- Erysimum cheiranthoides L. – pszonak drobnokwiatowy (metafit?)
- Erysimum diffusum Ehrh. – pszonak siwy (metafit)
- Erysimum hungaricum Zapał. – pszonak węgierski (w tym: pszonak pieniński E. pieninicum (Zap.) Pawł. i pszonak Wahlenberga E. wahlenbergii (Asch. et Engl.) Borb.)
- Erysimum marschallianum Andrz. ex M. Bieb. – pszonak sztywny (metafit)
- Erysimum odoratum Ehrh. – pszonak pannoński (w tym pszonak jastrzębcolistny E. hieraciifolium L.)
- Erysimum wittmannii Zaw. – pszonak Wittmanna
- Hesperis matronalis L. – wieczornik damski (w tym wieczornik śnieżny H. nivea Baumg. jako subsp. nivea (Baumg.) E.P.Perrier)
- Hornungia alpina (L.) O.Appel ≡ Hutchinsia alpina (L.) W.T.Aiton – rzeżuszka alpejska
- Kernera saxatilis  (L.) Rchb. – warzuszka skalna
- Lepidium campestre (L.) R. Br. – pieprzyca polna (metafit)
- Lepidium coronopus (L.) Al-Shehbaz ≡ Coronopus squamatus (Forssk.) Asch. – wronóg grzebieniasty (metafit)
- Lepidium densiflorum Schrad. – pieprzyca gęstokwiatowa (metafit)
- Lepidium draba L. ≡ Cardaria draba (L.) L. – pieprzycznik przydrożny (metafit)
- Lepidium ruderale L. – pieprzyca gruzowa (metafit)
- Lepidium virginicum L. – pieprzyca wirgińska (metafit)
- Lunaria rediviva L. – miesiącznica trwała
- Nasturtium microphyllum (Boenn.) Rchb. – rukiew drobnolistna
- Nasturtium officinale W.T.Aiton – rukiew wodna
- Neslia paniculata (L.) Desv. – ożędka groniasta
- Noccaea caerulescens (J.Presl & C.Presl) F.K.Mey. ≡ Thlaspi caerulescens J. Presl & C. Presl – tobołki alpejskie
- Noccaea perfoliata (L.) Al-Shehbaz ≡  Thlaspi perfoliatum L. – tobołki przerosłe
- Odontarrhena argentea (All.) Ledeb. ≡ Alyssum argenteum All. – smagliczka srebrzysta (metafit)
- Raphanus raphanistrum L. – rzodkiew świrzepa (metafit)
- Rorippa amphibia (L.) Besser – rzepicha ziemnowodna
- Rorippa × anceps (Wahlenb.) Rchb. ≡ R. × prostrata (J. P. Bergeret) Schinz & Thell. – rzepicha lirowata
- Rorippa × armoracioides (Tausch) Fuss – rzepicha chrzanolistna
- Rorippa × astyla (Rchb.) Rchb. ≡ R. × barbareoides (Tausch) Čelak – rzepicha gorycznikowa
- Rorippa austriaca (Crantz) Besser – rzepicha austriacka
- Rorippa × erythrocaulis Borbás – rzepicha bagienna
- Rorippa × hungarica Borbás ≡ R. hungarica Borbás – rzepicha węgierska (metafit)
- Rorippa palustris (L.) Besser – rzepicha błotna
- Rorippa sylvestris (L.) Besser – rzepicha leśna
- Sinapis alba L. – gorczyca biała (metafit)
- Sinapis arvensis L. – gorczyca polna (metafit)
- Sisymbrium altissimum L. – stulisz pannoński (metafit)
- Sisymbrium loeselii L. – stulisz Loesela (metafit)
- Sisymbrium officinale (L.) Scop. – stulisz lekarski (metafit)
- Sisymbrium polymorphum (Murray) Roth – stulisz miotłowy
- Sisymbrium strictissimum L. – stulisz sztywny
- Sisymbrium volgense M.Bieb. ex E.Fourn. ≡ S. wolgense M.Bieb. ex E.Fourn. – stulisz nadwołżański (metafit)
- Teesdalia nudicaulis (L.) Ait. f. – chroszcz nagołodygowy
- Thlaspi arvense L. – tobołki polne
- Turritis glabra L. – wieżyczka gładka

#### Resedaceaerezedowate
- Reseda lutea L. – rezeda żółta
- Reseda luteola L. – rezeda żółtawa (metafit)
- Reseda phyteuma L. – rezeda mała

### Santalalessandałowce

#### Santalaceaesandałowcowate
- Thesium alpinum L. – leniec alpejski
- Thesium ebracteatum Hayne – leniec bezpodkwiatkowy
- Thesium linophyllon L. – leniec pospolity
- Thesium pyrenaicum Pourr. – leniec łąkowy
- Viscum album L. – jemioła pospolita

### Caryophyllalesgoździkowce

#### Amaranthaceaeszarłatowate
- Amaranthus albus L. – szarłat biały (metafit)
- Amaranthus blitoides S. Watson – szarłat komosowaty (metafit)
- Amaranthus blitum subsp. oleraceus (L.) Costea ≡ A. lividus L. – szarłat siny (metafit)
- Amaranthus hybridus L. ≡ A. chlorostachys Willd. – szarłat prosty (metafit)
- Amaranthus retroflexus L. – szarłat szorstki (metafit)
- Atriplex glabriuscula Edmondston – łoboda nadmorska
- Atriplex hortensis L. – łoboda ogrodowa (metafit)
- Atriplex littoralis L. – łoboda nadbrzeżna
- Atriplex longipes Drejer – łoboda szypułkowa
- Atriplex oblongifolia Waldst. & Kit. – łoboda długolistna (metafit)
- Atriplex patula L. – łoboda rozłożysta
- Atriplex pedunculata L. ≡ Halimione pedunculata (L.) Aellen – obione szypułkowa (gat. wymarły)
- Atriplex prostrata Boucher ex DC. – łoboda oszczepowata
- Atriplex prostrata subsp. calotheca (Rafn) M.A.Gust.) ≡ Atriplex calotheca (Rafn) Fr. – łoboda zdobna
- Atriplex rosea L. – łoboda gwiazdkowata (metafit)
- Atriplex sagittata Borkh. ≡ A. nitens Schkuhr – łoboda błyszcząca (metafit)
- Atriplex tatarica L. – łoboda szara (metafit)
- Bassia laniflora (S.G.Gmel.) A.J.Scott ≡ Kochia laniflora (S.G. Gmel.) Borbas. – mietelnik piaskowy
- Bassia scoparia (L.) A.J.Scott ≡ Kochia scoparia (L.) Schrad. – mietelnik żakula (metafit)
- Blitum bonus-henricus  (L.) Rchb. ≡ Chenopodium bonus-henricus L. – komosa strzałkowata
- Chenopodiastrum hybridum (L.) S.Fuentes, Uotila & Borsch ≡ Chenopodium hybridum L. – komosa wielkolistna (metafit)
- Chenopodiastrum murale (L.) S.Fuentes, Uotila & Borsch ≡ Chenopodium murale (L.) Asch.– komosa murowa (metafit)
- Chenopodium acerifolium Andrz. – komosa ostroklapowa
- Chenopodium album L. – komosa biała
- Chenopodium ficifolium Sm. – komosa jesienna (metafit)
- Chenopodium opulifolium Schrad. ex W.D.J.Koch & Ziz – komosa kalinolistna (metafit)
- Chenopodium striatiforme Murr. – komosa drobnolistna (metafit)
- Chenopodium suecicum Murr – komosa zielona (metafit)
- Chenopodium vulvaria L. – komosa mierzliwa (metafit)
- Corispermum intermedium Schweigg. – wrzosowiec pośredni (metafit?)
- Corispermum marschallii Steven – wrzosowiec Marschalla (metafit?)
- Corispermum pallasii Steven – wrzosowiec cienkoskrzydełkowy (metafit)
- Dysphania ambrosioides (L.) Mosyakin & Clemants – komosa piżmowa (metafit)
- Dysphania botrys (L.) Mosyakin & Clemants ≡ Chenopodium botrys L. – komosa wonna (metafit)
- Dysphania pumilio (R.Br.) Mosyakin & Clemants ≡ Chenopodium pumilio R.Br. – komosa australijska (metafit)
- Dysphania schraderiana (Schult.) Mosyakin & Clemants ≡ Chenopodium schraderianum Schult. – komosa śmierdząca (metafit)
- Lipandra polysperma (L.) S.Fuentes, Uotila & Borsch ≡ Chenopodium polyspermum L. – komosa wielonasienna
- Oxybasis chenopodioides (L.) S.Fuentes, Uotila & Borsch ≡ Chenopodium botryoides Sm. – komosa solniskowa
- Oxybasis glauca (L.) S.Fuentes, Uotila & Borsch ≡ Chenopodium glaucum L. – komosa sina
- Oxybasis rubra (L.) S.Fuentes, Uotila & Borsch ≡ Chenopodium rubrum L. – komosa czerwonawa
- Oxybasis urbica (L.) S.Fuentes, Uotila & Borsch ≡ Chenopodium urbicum L. – komosa trójkątna (metafit)
- Polycnemum arvense L. – chrząstkowiec polny
- Polycnemum heuffelii Láng – chrząstkowiec Heuffela (metafit)
- Polycnemum majus A.Braun ex Bogenh. – chrząstkowiec większy (metafit)
- Salicornia europaea L. – soliród zielny
- Salsola kali L. – solanka kolczysta
- Suaeda maritima (L.) Dumort. – sodówka nadmorska (gat. wymarły)
- Teloxys aristata (L.) Moq. ≡ Chenopodium aristatum L. – komosa oścista (metafit)

#### Caryophyllaceaegoździkowate
- Agrostemma githago L. – kąkol polny
- Arenaria serpyllifolia L. – piaskowiec macierzankowy
- Arenaria tenella Kit. ex Schult. – piaskowiec orzęsiony
- Atocion armeria (L.) Raf. – lepnica baldaszkowa (w tym lepnica litewska Silene lithuanica Zapał.)
- Cerastium alpinum L. – rogownica alpejska
- Cerastium arvense L. – rogownica polna
- Cerastium brachypetalum Desp. ex Pers. – rogownica drobnokwiatowa
- Cerastium eriophorum Kit. – rogownica watowata
- Cerastium fontanum Baumg. – rogownica źródlana
- Cerastium glomeratum Thuill. – rogownica skupiona
- Cerastium holosteoides Fr. em. Hyl. – rogownica pospolita (w tym C. macrocarpum Schur em. Gartner – rogownica wielkoowockowa)
- Cerastium latifolium L. – rogownica szerokolistna
- Cerastium pumilum Curtis s.s. – rogownica drobna
  - C. pumilum var. glutinosum (Wahlenb.) E.Rico ≡ C. glutinosum F.W. Schultz – rogownica murawowa
- Cerastium semidecandrum L. – rogownica pięciopręcikowa
- Cerastium sylvaticum Waldst. & Kit. – rogownica leśna
- Cerastium tatrae Borbás – rogownica Raciborskiego
- Cerastium uniflorum Clairv. – rogownica jednokwiatowa
- Cherleria langii (G.Reuss) A.J.Moore & Dillenb. ≡ Minuartia kitaibelii (Nyman) Pawł. – mokrzyca Kitaibela
- Cherleria sedoides L. ≡ Minuartia sedoides (L.) Hiern) – mokrzyca rozchodnikowata
- Corrigiola litoralis L. – nadbrzeżyca nadrzeczna
- Dianthus arenarius L. – goździk piaskowy
- Dianthus armeria L. – goździk kosmaty
- Dianthus barbatus L. – goździk brodaty
  - D. barbatus var. barbatus – goździk brodaty typowy (metafit)
  - D. barbatus var. compactus (Kit.) Heuff. ≡ D. compactus Kit. – goździk skupiony
- Dianthus campestris M.Bieb. – goździk polny (metafit)[16]
- Dianthus carthusianorum L. – goździk kartuzek
- Dianthus collinus Waldst. & Kit. – goździk łysy (gat. wymarły)
- Dianthus deltoides L. – goździk kropkowany
- Dianthus glacialis Haenke ex Jacq. – goździk lodowcowy
- Dianthus gratianopolitanus Vill. – goździk siny
- Dianthus nitidus Waldst. & Kit. – goździk lśniący (gat. wymarły)
- Dianthus plumarius L. – goździk postrzępiony
- Dianthus superbus L. – goździk pyszny
  - D. superbus subsp. alpestris (Uechtr.) Kablík. ex Celak. ≡ D. speciosus Rchb. – goździk okazały
- Dichodon cerastoides (L.) Rchb. ≡ Cerastium cerastoides (L.) Britton – rogownica trójszyjkowa
- Dichodon viscidum (M.Bieb.) Holub ≡ Cerastium dubium (Bastard) Guépin – rogownica lepka
- Eremogone saxatilis (L.) Ikonn. – piaskowiec trawiasty
- Gypsophila fastigiata L. – łyszczec baldachogronowy
- Gypsophila paniculata L. – łyszczec wiechowaty
- Gypsophila perfoliata L. – łyszczec trójdzielny (metafit)
- Gypsophila repens L. – łyszczec rozesłany
- Gypsophila vaccaria (L.) Sm. ≡ Vaccaria hispanica (Mill.) Rauschert – krowiziół zbożowy (metafit)
- Heliosperma pusillum (Waldst. & Kit.) Rchb. ≡ H. quadridentatum (Murray) Schinz & Thell. – słonecznica wąskolistna
- Herniaria glabra L. – połonicznik nagi
- Herniaria hirsuta L. – połonicznik kosmaty (metafit)
- Holosteum umbellatum L. – mokrzycznik baldaszkowy
- Honckenya peploides L. – honkenia piaskowa
- Illecebrum verticillatum L.L. – goździeniec okółkowy
- Minuartia pauciflora (Kit.) Dvořáková – mokrzyca drobnokwiatowa
- Minuartia setacea (Thuill.) Hayek) – mokrzyca szczeciolistna
- Moehringia muscosa L. – możylinek mchowaty
- Moehringia trinervia (L.) Clairv. – możylinek trójnerwowy
- Petrorhagia saxifraga (L.) Link – goździcznik skalnicowy
- Psammophiliella muralis (L.) Ikonn. ≡ Gypsophila muralis L. – łyszczec polny
- Rabelera holostea (L.) M.T.Sharples & E.A.Tripp ≡ Stellaria holostea L. – gwiazdnica wielkokwiatowa
- Sabulina tenuifolia subsp. tenuifolia ≡ Minuartia hybrida (Vill.) Schischk. – mokrzyca mieszańcowa
- Sabulina viscosa (Schreb.) Rchb. ≡ Minuartia viscosa (Schreb.) Schinz & Thell. – mokrzyca lepka
- Sagina apetala Ard. ≡ S. ciliata Fr. – karmnik bezpłatkowy
- Sagina hawaiensis Pax ≡ S. subulata (Sw.) C.Presl – karmnik ościsty
- Sagina maritima Don – karmnik nadmorski
- Sagina nodosa (L.) Fenzl – karmnik kolankowaty
- Sagina procumbens L. – karmnik rozesłany
- Sagina saginoides – karmnik skalny
- Saponaria officinalis L. – mydlnica lekarska
- Scleranthus annuus L. – czerwiec roczny
  - S. annuus subsp. polycarpos (L.) Bonnier & Layens ≡ S. polycarpos L. – czerwiec wieloowockowy
- Scleranthus perennis L. – czerwiec trwały
- Silene acaulis (L.) Jacq. – lepnica bezłodygowa
- Silene baccifera (L.) Roth ≡ Cucubalus baccifer L. – wyżpin jagodowy
- Silene borysthenica (Gruner) Walters – lepnica drobnokwiatowa
- Silene chlorantha (Willd.) Ehrh. – lepnica zielonawa
- Silene conica L. – lepnica smukła (metafit)
- Silene dichotoma Ehrh. – lepnica dwudzielna (metafit)
- Silene dioica (L.) Clairv. ≡ Melandrium rubrum (Weigel) Garcke – lepnica czerwona
- Silene flos-cuculi (L.) Greuter & Burdet ≡ Lychnis flos-cuculi L. – firletka poszarpana
- Silene gallica L. – lepnica francuska (metafit)
- Silene latifolia Poir. ≡ Melandrium album (Mill.) Garcke – lepnica biała
- Silene nemoralis Waldst. & Kit. – lepnica gajowa
- Silene noctiflora L. ≡ Melandrium noctiflorum (L.) Fr. – lepnica nocna
- Silene nutans L. – lepnica zwisła
  - S. nutans subsp. dubia (Herbich) Zapal. ≡ S. dubia Herbich – lepnica karpacka
- Silene otites (L.) Wibel – lepnica wąskopłatkowa
- Silene tatarica (L.) Pers. – lepnica tatarska
- Silene vulgaris (Moench) Garcke – lepnica rozdęta
- Spergula arvensis L. – sporek polny (metafit)
- Spergula morisonii Boreau – sporek wiosenny
- Spergula pentandra L. – sporek pięciopręcikowy
- Spergula segetalis (L.) Vill. ≡ Spergularia segetalis (L.) G. Don – muchotrzew zbożowy
- Spergularia rubra (L.) J. Presl & C. Presl – muchotrzew polny
- Spergularia marina (L.) Besser ≡ S. salina J. Presl & C. Presl – muchotrzew solniskowy
- Spergularia media (L.) C. Presl – muchotrzew trwały (gat. wymarły)
- Stellaria alsine Grimm ≡ S. uliginosa Murray – gwiazdnica bagienna
- Stellaria apetala Ucria ≡ S. pallida (Dumort.) Piré – gwiazdnica blada
- Stellaria aquatica (L.) Scop. ≡ Myosoton aquaticum (L.) Moench – kościenica wodna
- Stellaria crassifolia Ehrh. – gwiazdnica grubolistna
- Stellaria graminea L. – gwiazdnica trawiasta
- Stellaria longifolia Muhl. ex Willd. – gwiazdnica długolistna
- Stellaria media (L.) Vill. – gwiazdnica pospolita
- Stellaria neglecta Weihe – gwiazdnica zaniedbana
- Stellaria nemorum L. – gwiazdnica gajowa
- Stellaria palustris (Murr.) Retz. – gwiazdnica błotna
- Viscaria vulgaris Röhl. – smółka pospolita

#### Droseraceaerosiczkowate
- Aldrovanda vesiculosa L. – aldrowanda pęcherzykowata
- Drosera rotundifolia L. – rosiczka okrągłolistna
- Drosera anglica Huds. – rosiczka długolistna
- Drosera intermedia Hayne – rosiczka pośrednia
- Drosera × obovata Mert. & W.D.J. Koch – rosiczka owalna

#### Montiaceaezdrojkowate
- Montia fontana L. – zdrojek błyszczący
- Montia linearis (Douglas) Greene – zdrojek wąskolistny (metafit)

#### Plumbaginaceaeołownicowate
- Armeria maritima (Mill.) Willd. – zawciąg pospolity

#### Polygonaceaerdestowate
- Bistorta officinalis Delarbre ≡ Polygonum  bistorta L. – rdest wężownik
- Bistorta vivipara (L.) Delarbre ≡ Polygonum viviparum L. – rdest żyworodny
- Fallopia aubertii (L.Henry) Holub – rdestówka Auberta (metafit)
- Fallopia baldschuanica (Regel) Holub – rdestówka bucharska (metafit)
- Fallopia convolvulus (L.) Á.Löve – rdestówka powojowata (metafit)
- Fallopia dumetorum (L.) Holub – rdestówka zaroślowa
- Koenigia polystachya (Wall. ex Meisn.) T.M.Schust. & Reveal ≡ Polygonum polystachyum Wall. ex Meisn. – rdest wielkokłosowy (metafit)
- Oxyria digyna (L.) Hill. – szczawiór alpejski
- Persicaria amphibia (L.) Delarbre ≡ Polygonum amphibium L. – rdest ziemnowodny
- Persicaria lapathifolia (L.) Delarbre ≡ Polygonum lapathifolium L. – rdest szczawiolistny
- Persicaria maculosa Gray ≡ Polygonum persicaria L. – rdest plamisty
- Persicaria minor (Huds.) Opiz ≡ Polygonum minus Huds. – rdest mniejszy
- Persicaria mitis (Schrank) Holub. ≡ Polygonum mite Schrank – rdest łagodny
- Persicaria hydropiper (L.) Delarbre ≡ Polygonum hydropiper L. – rdest ostrogorzki
- Polygonum aviculare L. – rdest ptasi
- Polygonum oxyspermum C. A. Mey. & Bunge ex Ledeb. s. – rdest nadbrzeżny (gat. wymarły)
- Reynoutria × bohemica Chrtek & Chrtková – rdestowiec czeski (metafit)
- Reynoutria japonica Houtt. – rdestowiec ostrokończysty (metafit)
- Reynoutria sachalinensis (F.Schmidt) Nakai – rdestowiec sachaliński (metafit)
- Rumex acetosa L. – szczaw zwyczajny
- Rumex acetosella L. – szczaw polny
- Rumex alpinus L. – szczaw alpejski
- Rumex aquaticus L. – szczaw wodny
- Rumex arifolius All. ≡ R. alpestris Jacq. – szczaw górski
- Rumex confertus Willd. – szczaw omszony (metafit)
- Rumex conglomeratus Murray – szczaw skupiony
- Rumex crispus L. – szczaw kędzierzawy
- Rumex × heterophyllus Schultz – szczaw różnolistny
- Rumex hydrolapathum Huds. – szczaw lancetowaty
- Rumex longifolius DC. – szczaw domowy (metafit)
- Rumex maritimus L. – szczaw nadmorski
- Rumex obtusifolius L. – szczaw tępolistny
- Rumex palustris Sm. – szczaw błotny
- Rumex sanguineus L. – szczaw gajowy
- Rumex scutatus L. – szczaw tarczolistny
- Rumex thyrsiflorus Fingerh. – szczaw rozpierzchły (metafit)
- Rumex ucranicus Besser ex Spreng. – szczaw ukraiński

#### Portulacaceaeportulakowate
- Portulaca oleracea L. – portulaka pospolita (metafit)

#### Tamaricaceaetamaryszkowate
- Myricaria germanica (L.) Desv. – września pobrzeżna

### Cornalesdereniowce

#### Cornaceaedereniowate
- Cornus alba L. – dereń biały (metafit)
- Cornus sanguinea L. – dereń świdwa
- Cornus sericea L. – dereń rozłogowy (metafit)
- Cornus suecica L. – dereń szwedzki (gat. wymarły)

### Ericaleswrzosowce

#### Balsaminaceaeniecierpkowate
- Impatiens parviflora DC. – niecierpek drobnokwiatowy (metafit)
- Impatiens glandulifera Royle – niecierpek gruczołowaty (metafit)
- Impatiens capensis Meerb. – niecierpek pomarańczowy (metafit)
- Impatiens noli-tangere L. – niecierpek pospolity

#### Ericaceaewrzosowate
- Andromeda polifolia L. – modrzewnica pospolita
- Arctostaphylos uva-ursi (L.) Spreng. – mącznica lekarska
- Calluna vulgaris (L.) Hull) – wrzos zwyczajny
- Chamaedaphne calyculata (L.) Moench – chamedafne północna
- Chimaphila umbellata (L.) W.P.C.Barton – pomocnik baldaszkowy
- Empetrum nigrum L. – bażyna czarna
- Erica tetralix L. – wrzosiec bagienny
- Moneses uniflora (L.) A. Gray – gruszycznik jednokwiatowy
- Monotropa hypopitys L. – korzeniówka pospolita (w tym: M. hypophegea Wallr. – korzeniówka mniejsza)
- Orthilia secunda (L.) House – gruszynka jednostronna
- Pyrola carpatica Holub & Křísa – gruszyczka karpacka
- Pyrola chlorantha Sw. – gruszyczka zielonawa
- Pyrola media Sw. – gruszyczka średnia
- Pyrola minor L. – gruszyczka mniejsza
- Pyrola rotundifolia L. – gruszyczka okrągłolistna
- Rhododendron ferrugineum L.  – różanecznik alpejski
- Rhododendron luteum Sweet  – różanecznik żółty
- Rhododendron tomentosum Harmaja ≡ Ledum palustre L. – bagno zwyczajne
- Vaccinium corymbosum L. – borówka wysoka (metafit)
- Vaccinium × intermedium Ruthe – borówka pośrednia
- Vaccinium myrtillus L. – borówka czarna
- Vaccinium oxycoccus L. ≡ Oxycoccus palustris Pers. – żurawina błotna
- Vaccinium uliginosum L. – borówka bagienna (w tym V. gaultherioides Bigelow – borówka halna)
- Vaccinium vitis-idaea L. – borówka brusznica

#### Polemoniaceaewielosiłowate
- Polemonium caeruleum L. – wielosił błękitny

#### Primulaceaepierwiosnkowate
- Androsace chamaejasme Wulfen – naradka włosista
- Androsace lactea L. – naradka mlecznobiała
- Androsace obtusifolia All. – naradka tępolistna
- Androsace septentrionalis L. – naradka północna
- Cyclamen purpurascens Mill. – cyklamen purpurowy
- Hottonia palustris L. – okrężnica bagienna
- Lysimachia arvensis (L.) U.Manns & Anderb. ≡ Anagallis arvensis L. – kurzyślad polny (metafit)
- Lysimachia europaea (L.) U.Manns & Anderb. ≡ Trientalis europea L. – siódmaczek leśny
- Lysimachia foemina (Mill.) U.Manns & Anderb. ≡ Anagallis foemina Mill. – kurzyślad błękitny (metafit)
- Lysimachia maritima (L.) Galasso, Banfi & Soldano  ≡ Glaux maritima L. – mlecznik nadmorski
- Lysimachia minima (L.) U.Manns & Anderb. ≡ Centunculus minimus L. – kurzyślad maleńki
- Lysimachia nemorum L. – tojeść gajowa
- Lysimachia nummularia L. – tojeść rozesłana
- Lysimachia punctata L. – tojeść kropkowana (metafit)
- Lysimachia thyrsiflora L. – tojeść bukietowa
- Lysimachia vulgaris L. – tojeść pospolita
- Primula auricula L. – pierwiosnek łyszczak
- Primula elatior (L.) Hill – pierwiosnek wyniosły
- Primula farinosa L. – pierwiosnek omączony
- Primula halleri Honck. – pierwiosnek Hallera (gat. wymarły)
- Primula matthioli (L.) K.Richt.) ≡ Cortusa matthioli L. – zarzyczka górska
- Primula minima L. – pierwiosnek maleńki
- Primula veris L. – pierwiosnek lekarski
- Primula vulgaris Huds. – pierwiosnek bezłodygowy (gat. wymarły)
- Samolus valerandi L. – jarnik solankowy

### Gentianalesgoryczkowce

#### Apocynaceaetoinowate
- Vinca minor L. – barwinek pospolity
- Vincetoxicum hirundinaria Medik. – ciemiężyk białokwiatowy

#### Gentianaceaegoryczkowate
- Centaurium erythraea Rafn – centuria pospolita
- Centaurium littorale (Turner) Gilmour – centuria nadbrzeżna
- Centaurium pulchellum (Sw.) Hayek ex Hand.-Mazz., Stadlm., Janch. & Faltis – centuria nadobna
- Comastoma tenellum (Rottb.) Toyok. ≡ Gentianella tenella (Rottb.) Börner – goryczuszka lodnikowa
- Gentiana asclepiadea L. – goryczka trojeściowa
- Gentiana brachyphylla subsp. favratii (Rittener) Tutin[14]
- Gentiana clusii J.O.E. Perrier & Song. – goryczka krótkołodygowa
- Gentiana cruciata L. – goryczka krzyżowa
- Gentiana frigida Haenke – goryczka przezroczysta
- Gentiana nivalis L. – goryczka śniegowa
- Gentiana pneumonanthe L. – goryczka wąskolistna
- Gentiana punctata L. – goryczka kropkowana
- Gentiana verna L. – goryczka wiosenna
- Gentianella amarella (L.) Börner – goryczuszka gorzkawa
  - G. amarella subsp. uliginosa (Willd.) Tzvelev ≡ G. uliginosa (Willd.) Börner – goryczuszka błotna
- Gentianella campestris (L.) Börner – goryczuszka polna
  - G. campestris subsp. baltica (Murb.) Tutin ex N.M.Pritch. ≡ G. baltica (Murb.) Börner – goryczuszka bałtycka
- Gentianella germanica (Willd.) Börner – goryczuszka Wettsteina
- Gentianella lutescens (Velen.) Holub – goryczuszka wczesna
- Gentianella praecox (A.Kern. & Jos.Kern.) Dostál ex E.Mayer ≡ G. bohemica Skalický – goryczuszka czeska
- Gentianopsis ciliata (L.) Ma ≡ Gentianella ciliata (L.) Borkh. – goryczuszka orzęsiona
- Swertia perennis L. – niebielistka trwała

#### Rubiaceaemarzanowate
- Asperula cynanchica L. – marzanka pagórkowa
- Asperula taurina L. ≡ Galium taurinum (L.) Scop. – przytulia turyńska (metafit)[17]
- Asperula tinctoria L. – marzanka barwierska
- Cruciata glabra (L.) Opiz – przytulinka wiosenna
- Cruciata laevipes Opiz – przytulinka krzyżowa
- Galium album Mill. – przytulia biała
- Galium anisophyllon Vill. – przytulia nierównolistna
- Galium aparine L. – przytulia czepna
- Galium boreale L. – przytulia północna
- Galium cracoviense Ehrens – przytulia krakowska
- Galium elongatum C. Presl – przytulia wydłużona
- Galium glaucum L. – przytulia sina (metafit)
- Galium intermedium  Schult. ≡ G. schultesii Vest – przytulia Schultesa
- Galium mollugo L. – przytulia pospolita
- Galium odoratum (L.) Scop. – przytulia wonna
- Galium palustre L. – przytulia błotna
- Galium pumilum Murray. – przytulia szorstkoowockowa
- Galium rivale (Sibht & Sm.) Griseb. – przytulia lepczyca
- Galium rotundifolium L. – przytulia okrągłolistna
- Galium rubioides L. – przytulia szerokolistna (metafit)
- Galium saxatile L. – przytulia hercyńska
- Galium spurium L. – przytulia fałszywa (metafit)
- Galium sudeticum Tausch – przytulia sudecka
- Galium sylvaticum L. – przytulia leśna
- Galium tricornutum Dandy – przytulia trójrożna (metafit)
- Galium trifidum L. – przytulia trójdzielna
- Galium uliginosum L. – przytulia bagienna
- Galium valdepilosum Heinr. Braun – przytulia stepowa
- Galium verum L. – przytulia właściwa (w tym G. ruthenicum Willd. – przytulia ruska)
  - G. verum subsp. wirtgenii (F.W.Schultz) Oborny ≡ G. wirtgenii F.W. Schultz – przytulia Wirtgena
- Sherardia arvensis L. – rolnica pospolita (metafit)

### Solanalespsiankowce

#### Convolvulaceaepowojowate
- Calystegia sepium (L.) R. Br. – kielisznik zaroślowy
- Calystegia silvatica (Kit.) Griseb. – kielisznik leśny (metafit)
- Convolvulus arvensis L. – powój polny
- Cuscuta campestris Yunck. – kanianka polna (metafit)
- Cuscuta europaea L. – kanianka pospolita
- Cuscuta epilinum Weihe ex Boenn. – kanianka lnowa (metafit wymarły)
- Cuscuta epithymum L. – kanianka macierzankowa (w tym C. trifolii Bab. & Gibson – kanianka koniczynowa)
- Cuscuta lupuliformis Krock. – kanianka wielka

#### Solanaceaepsiankowate
- Atropa bella-donna L. – pokrzyk wilcza jagoda
- Datura stramonium L. – bieluń dziędzierzawa (metafit)
- Hyoscyamus niger L. – lulek czarny (metafit)
- Lycium barbarum L. – kolcowój pospolity (metafit)
- Physalis alkekengi L. – miechunka rozdęta (metafit)
- Scopolia carniolica Jacq. – lulecznica kraińska
- Solanum alatum Moench – psianka skrzydlata (metafit)
- Solanum dulcamara L. – psianka słodkogórz
- Solanum lycopersicum L. ≡ Lycopersicon esculentum Mill. – pomidor zwyczajny (metafit)
- Solanum nigrum L. – psianka czarna (metafit)
- Solanum villosum Mill. ≡ Solanum luteum Mill. – psianka kosmata (metafit)

### Boraginalesogórecznikowce

#### Boraginaceaeogórecznikowate
- Aegonychon purpurocaeruleum (L.) Holub  ≡ Lithospermum purpurocaeruleum L. – nawrot czerwonobłękitny
- Anchusa arvensis (L.) M.Bieb. – farbownik polny
- Anchusa officinalis L. – farbownik lekarski (metafit?)
- Asperugo procumbens L. – lepczyca rozesłana
- Buglossoides arvensis (L.) I.M.Johnst. ≡ Lithospermum arvense L. – nawrot polny
- Cerinthe glabra Mill. – ośmiał alpejski
- Cerinthe minor L. – ośmiał mniejszy
- Cynoglossum officinale L. – ostrzeń pospolity
- Echium vulgare L. – żmijowiec zwyczajny
- Lappula squarrosa (Retz.) Dumort. – lepnik zwyczajny
- Lithospermum officinale L. – nawrot lekarski
- Memoremea scorpioides (Haenke) A.Otero, Jim.Mejías, Valcárcel & P.Vargas ≡ Omphalodes scorpioides (Haenke) Schrank – ułudka leśna
- Myosotis alpestris F.W.Schmidt – niezapominajka alpejska
- Myosotis arvensis (L.) Hill – niezapominajka polna (metafit)
- Myosotis decumbens Host – niezapominajka rozłogowa
- Myosotis discolor Pers. – niezapominajka różnobarwna
- Myosotis laxa subsp. cespitosa (Schultz) Hyl. ex Nordh. ≡ M. caespitosa Schultz – niezapominajka darniowa
- Myosotis nemorosa Besser – niezapominajka górska
- Myosotis ramosissima Rochel ex Schult. – niezapominajka pagórkowa
- Myosotis scorpioides L.
  - M. scorpioides subsp. scorpioides ≡ M. palustris (L.) L. em. Rchb. – niezapominajka błotna
  - M. scorpioides subsp. praecox (Hülph.) Lindm. ≡ M. praecox Hüllph. – niezapominajka wczesna
- Myosotis sparsiflora J.C.Mikan ex Pohl – niezapominajka skąpokwiatowa
- Myosotis stenophylla Knaf – niezapominajka smukła (gat. wymarły)
- Myosotis stricta Link ex Roem. & Schult. – niezapominajka piaskowa
- Myosotis sylvatica Ehrh. ex Hoffm. – niezapominajka leśna
- Nonea pulla (L.) DC. – zapłonka brunatna
- Pontechium maculatum (L.) Böhle & Hilger ≡ Echium russicum J.F. Gmel. – żmijowiec czerwony
- Pulmonaria angustifolia L. – miodunka wąskolistna
- Pulmonaria mollis Wulfen ex Hornem. – miodunka miękkowłosa
- Pulmonaria obscura Dumort. – miodunka ćma
- Pulmonaria officinalis L. – miodunka plamista
- Pulmonaria rubra Schott – miodunka czerwona (metafit)
- Symphytum cordatum Waldst. & Kit. ex Willd. – żywokost sercowaty
- Symphytum officinale L. – żywokost lekarski
  - S. officinale subsp. bohemicum (F.W.Schmidt) Čelak.S. bohemicum F.W.Schmidt – żywokost czeski
- Symphytum tuberosum L. – żywokost bulwiasty

### Lamialesjasnotowce

#### Lamiaceaejasnotowate
- Ajuga chamaepitys (L.) Schreb.
  - A. chamaepitys subsp. chamaepitys – dąbrówka żółtokwiatowa (metafit)
  - A. chamaepitys subsp. chia (Schreb.) Arcang. ≡ A. chia Schreb. – dąbrówka podolska
- Ajuga genevensis L. – dąbrówka kosmata
- Ajuga pyramidalis L. – dąbrówka piramidalna
- Ajuga reptans L. – dąbrówka rozłogowa
- Ballota nigra L. – mierznica czarna
- Betonica officinalis L. – bukwica zwyczajna
- Chaiturus marrubiastrum L. – szczeciogon szantowaty
- Clinopodium acinos (L.) Kuntze ≡ Acinos arvensis (Lam.) Dandy – czyścica drobnokwiatowa
- Clinopodium vulgare L. – klinopodium pospolite
- Dracocephalum ruyschiana L. – pszczelnik wąskolistny
- Elsholtzia ciliata (Thunb.) Hyl. – marzymięta grzebieniasta
- Galeopsis angustifolia Ehrh. ex Hoffm. – poziewnik wąskolistny (metafit)
- Galeopsis bifida Boenn. – poziewnik dwudzielny
- Galeopsis ladanum L. – poziewnik polny (metafit)
- Galeopsis pubescens Besser – poziewnik miękkowłosy
- Galeopsis speciosa Mill. – poziewnik pstry
- Galeopsis tetrahit L. – poziewnik szorstki
- Glechoma hederacea L. – bluszczyk kurdybanek
- Glechoma hirsuta Waldst. & Kit. – bluszczyk kosmaty
- Lamium album L. – jasnota biała
- Lamium amplexicaule L. – jasnota różowa
- Lamium galeobdolon (L.) L. ≡ Galeobdolon luteum Huds. – jasnota gajowiec
- Lamium maculatum (L.) L. – jasnota plamista
- Lamium purpureum L. – jasnota purpurowa
  - L. purpureum var. incisum (Willd.) Pers. ≡ L. incisum Willd. – jasnota mieszańcowa
  - L. purpureum var. moluccellifolium Schumach. ≡ L. moluccellifolium (Schumach.) Fr. – jasnota pośrednia
- Leonurus cardiaca L. – serdecznik pospolity
- Lycopus europaeus L. – karbieniec pospolity
- Lycopus exaltatus L.f. – karbieniec wyniosły
- Marrubium vulgare L. – szanta zwyczajna (metafit)
- Melittis melissophyllum L. – miodownik melisowaty
- Mentha aquatica L. – mięta nadwodna
- Mentha arvensis L. – mięta polna
- Mentha longifolia (L.) L. – mięta długolistna
- Mentha pulegium L. – mięta polej
- Mentha rotundifolia (L.) Huds. – mięta okrągłolistna (w tym M. × niliaca (Juss.) ex Jacq. – mięta kosmata) (metafit)
- Mentha spicata L. – mięta zielona (metafit)
- Mentha × piperita L. ≡ M. × citrata L. – mięta pieprzowa
- Mentha × verticillata L. – mięta okręgowa
- Nepeta cataria L. – kocimiętka właściwa (metafit)
- Nepeta pannonica L. – kocimiętka naga
- Origanum vulgare L. – lebiodka pospolita
- Prunella grandiflora (L.) Scholler – głowienka wielkokwiatowa
- Prunella laciniata (L.) L. – głowienka kremowa
- Prunella vulgaris L. – głowienka pospolita
- Salvia dumetorum Andrz. – szałwia zaroślowa (metafit)
- Salvia glutinosa L. – szałwia lepka
- Salvia nemorosa L. – szałwia omszona
- Salvia pratensis L. – szałwia łąkowa
- Salvia verticillata L. – szałwia okręgowa
- Scutellaria altissima L. – tarczyca wyniosła (metafit)
- Scutellaria galericulata L. – tarczyca pospolita
- Scutellaria hastifolia L. – tarczyca oszczepowata
- Scutellaria minor Huds. – tarczyca drobna (metafit?)[14]
- Stachys alpina L. – czyściec górski
- Stachys annua (L.) L. – czyściec roczny (metafit)
- Stachys arvensis (L.) L. – czyściec polny (metafit)
- Stachys germanica L. – czyściec kosmaty
- Stachys palustris L. – czyściec błotny
- Stachys recta L. – czyściec prosty
- Stachys silvatica L. – czyściec leśny
- Teucrium botrys L. – ożanka pierzastosieczna
- Teucrium chamaedrys L. – ożanka właściwa
- Teucrium montanum L. – ożanka górska
- Teucrium scordium L. – ożanka czosnkowa
- Teucrium scorodonia L. – ożanka nierównoząbkowa (metafit)
- Thymus alpestris (Čelak.) Tausch ex A.Kern. – macierzanka halna
- Thymus kosteleckyanus Opiz – macierzanka Kosteleckiego[8], macierzanka pannońska[1][a]
- Thymus odoratissimus Mill. (w tym T. austriacus Bernh. – macierzanka austriacka i T. glabrescens Willd. – macierzanka nagolistna)
- Thymus pannonicus All. ≡ T. marschallianus Willd. – macierzanka Marschalla
- Thymus praecox Opiz – macierzanka wczesna
- Thymus pulcherrimus Schur – macierzanka nadobna (w tym T. carpaticus Čelak. – macierzanka karpacka)
- Thymus pulegioides L. – macierzanka zwyczajna
- Thymus serpyllum L. – macierzanka piaskowa

#### Lentibulariaceaepływaczowate
- Pinguicula alpina L. – tłustosz alpejski
- Pinguicula vulgaris L. – tłustosz pospolity
- Utricularia australis R. Br. – pływacz zachodni
- Utricularia bremii Heer ex Koell. – pływacz Brema
- Utricularia intermedia Hayne – pływacz średni
- Utricularia minor L. – pływacz drobny
- Utricularia ochroleuca R. W. Hartm. – pływacz krótkoostrogowy
- Utricularia vulgaris L. – pływacz zwyczajny

#### Linderniaceaelinderniowate
- Lindernia dubia (L.) Pennell – lindernia ząbkowana (metafit)
- Lindernia procumbens (Krock.) Philcox – lindernia mułowa

#### Oleaceaeoliwkowate
- Fraxinus angustifolia Vahl – jesion wąskolistny (metafit)
- Fraxinus excelsior L. – jesion wyniosły
- Fraxinus pennsylvanica Marshall – jesion pensylwański (metafit)
- Ligustrum vulgare L. – ligustr pospolity (metafit)
- Syringa vulgaris L. – lilak pospolity (metafit)

#### Orobanchaceaezarazowate
- Euphrasia corcontica (Smejkal) Smejkal & M.Dvoráková – świetlik karkonoski
- Euphrasia exaristata Smejkal – świetlik bezostny
- Euphrasia micrantha Rchb. ≡ E. curta (Fr.) Wettst. – świetlik zwarty
- Euphrasia micrantha Rchb. – świetlik wątły
- Euphrasia minima Jacq. – świetlik maleńki
- Euphrasia nemorosa (Pers.) Wallr. – świetlik gajowy
  - E. nemorosa subsp. coerulea (Tausch) Hartl ≡ E. coerulea Hoppe & Fürnr. – świetlik błękitny
- Euphrasia officinalis subsp. pratensis Fr. ≡ E. rostkoviana Hayne – świetlik łąkowy
- Euphrasia picta Wimm. – świetlik nadobny
- Euphrasia salisburgensis Funck ex Hoppe – świetlik salzburski
- Euphrasia stricta D. Wolff ex J. F. Lehm – świetlik wyprężony
- Euphrasia × vernalis List ≡ E. brevipila Wettst. – świetlik krótkogruczołkowy
- Lathraea squamaria L. – łuskiewnik różowy
- Melampyrum arvense L. – pszeniec różowy
- Melampyrum cristatum L. – pszeniec grzebieniasty
- Melampyrum nemorosum L. – pszeniec gajowy
- Melampyrum polonicum (Beauverd) Soó – pszeniec polski
- Melampyrum pratense L. – pszeniec zwyczajny
- Melampyrum saxosum Baumg. ≡ M. herbichii Woł. – pszeniec Herbicha
- Melampyrum saxosum Baumg. – pszeniec biały
- Melampyrum sylvaticum L. – pszeniec leśny
- Odontites litoralis (Fr.) Fr. – zagorzałek nadbrzeżny
- Odontites luteus (L.) Clairv. – zagorzałek żółty
- Odontites vernus (Bellardi) Dumort. – zagorzałek wiosenny
- Odontites vulgaris Moench – zagorzałek późny
- Orobanche alba Stephan ex Willd. – zaraza macierzankowa
- Orobanche alsatica Kirschl. – zaraza alzacka
  - O. alsatica subsp. mayeri (Suess. & Ronniger) Kreutz ≡ O. mayeri (Suess. et Ronniger) Bertsch – zaraza Mayera
- Orobanche bartlingii Griseb. – zaraza Bartlinga
- Orobanche caryophyllacea Sm. – zaraza przytuliowa
- Orobanche centaurina Bertol. – zaraza Kocha
- Orobanche coerulescens Stephan – zaraza błękitnawa
- Orobanche elatior Sutton – zaraza wielka
- Orobanche flava Mart. ex F.W.Schultz – zaraza żółta
- Orobanche lutea Baumg. – zaraza czerwonawa
- Orobanche minor Sm. – zaraza drobnokwiatowa
- Orobanche picridis F.W.Schultz – zaraza goryczelowa
- Orobanche reticulata Wallr. – zaraza siatkowata
- Pedicularis hacquetii Graf – gnidosz Hacqueta (w tym: ≡ P. exaltata Besser – gnidosz okazały)
- Pedicularis kaufmannii Pinzger – gnidosz stepowy
- Pedicularis oederi Vahl – gnidosz dwubarwny
- Pedicularis palustris L. – gnidosz błotny
- Pedicularis sceptrum-carolinum L. – gnidosz królewski
- Pedicularis sudetica Willd. – gnidosz sudecki
- Pedicularis sylvatica L. – gnidosz rozesłany
- Pedicularis verticillata L. – gnidosz okółkowy
- Phelipanche arenaria (Borkh.) Pomel – zaraźnica piaskowa
- Phelipanche purpurea (Jacq.) Sojak – zaraźnica niebieska
- Phelipanche ramosa (L.) Pomel – zaraźnica gałęzista
- Rhinanthus alectorolophus (Scop.) Pollich – szelężnik włochaty
- Rhinanthus borbasii (Dörfl.) Soó – szelężnik Borbasa
- Rhinanthus major L. ≡ R. serotinus (Schönh.) Oborny – szelężnik większy
- Rhinanthus minor L. – szelężnik mniejszy
- Tozzia alpina L. – tocja alpejska

#### Phrymaceae
- Mimulus guttatus DC. – kroplik żółty (metafit)
- Mimulus moschatus Douglas ex Lindl. – kroplik piżmowy (metafit)

#### Plantaginaceaebabkowate
- Chaenorhinum minus (L.) Lange – lniczka mała
- Callitriche cophocarpa Sendtn. – rzęśl długoszyjkowa
- Callitriche hamulata Kütz. ex W.D.J.Koch – rzęśl hakowata
- Callitriche hermaphroditica L. – rzęśl jesienna
- Callitriche palustris L. ≡ C. verna L. – rzęśl wiosenna
- Callitriche stagnalis Scop. – rzęśl wielkoowockowa
- Cymbalaria muralis P.Gaertn., B.Mey. & Scherb. – cymbalaria bluszczykowata (metafit)
- Digitalis grandiflora Mill. – naparstnica zwyczajna
- Digitalis purpurea L. – naparstnica purpurowa (metafit)
- Gratiola officinalis L. – konitrut błotny
- Hippuris vulgaris L. – przęstka pospolita
- Kickxia elatine (L.) Dumort. – kiksja oszczepowata (metafit)
- Kickxia spuria (L.) Dumort. – kiksja zgiętoostrogowa (metafit)
- Linaria arvensis (L.) Desf. – lnica polna (metafit)
- Linaria genistifolia (L.) Mill. – lnica janowcowata
- Linaria loeselii Schweigg. ≡ Linaria odora (M. Bieb) Fisch. – lnica wonna
- Linaria repens (L.) Mill. – lnica kreskowana (metafit)
- Linaria spartea (L.) Chaz. – lnica miotlasta (metafit)
- Linaria vulgaris Mill. – lnica pospolita
- Littorella uniflora (L.) Asch. – brzeżyca jednokwiatowa
- Misopates orontium (L.) Raf. – misopat polny[8], wyżlin polny[1]
- Plantago atrata Hoppe – babka górska
- Plantago coronopus L. – babka pierzasta
- Plantago indica L. ≡ P. arenaria L. – babka piaskowa
- Plantago lanceolata L. – babka lancetowata
- Plantago maritima L. – babka nadmorska
- Plantago media L. – babka średnia
- Plantago major L. – babka zwyczajna
  - P. major subsp. intermedia (Gilib.) Lange ≡  P. intermedia Gilib. – babka wielonasienna
  - P. major subsp. winteri (Wirtg.) W.Ludw. ≡ P. winteri Wirtg. – babka Wintera
- Plantago strictissima L. ≡ P. serpentina All. – babka wężowa (metafit)
- Veronica agrestis L. – przetacznik rolny
- Veronica alpina L. – przetacznik alpejski
- Veronica anagallis-aquatica L. – przetacznik bobownik
- Veronica anagalloides Guss. – przetacznik mułowy
- Veronica aphylla L. – przetacznik różyczkowaty
- Veronica arvensis L. – przetacznik polny (metafit)
- Veronica austriaca L. – przetacznik ząbkowany
- Veronica austriaca subsp. jacquinii (Baumg.) Watzl ≡ V. jacquini Baumg. – przetacznik pierzastosieczny
- Veronica beccabunga L. – przetacznik bobowniczek
- Veronica bellidioides L. – przetacznik stokrotkowy (gat. wymarły)
- Veronica catenata Pennell – przetacznik wodny
- Veronica chamaedrys L. – przetacznik ożankowy (w tym przetacznik pannoński V. vindobonensis M.A. Fisch.)
- Veronica dillenii Crantz – przetacznik Dillena
- Veronica filiformis Sm. – przetacznik nitkowaty (metafit)
- Veronica fruticans Jacq. – przetacznik krzewinkowy
- Veronica gentianoides Vahl – przetacznik goryczkowy (metafit)
- Veronica hederifolia L. – przetacznik bluszczykowy
- Veronica longifolia L. – przetacznik długolistny
- Veronica montana L. – przetacznik górski
- Veronica officinalis L. – przetacznik leśny
- Veronica opaca Fr. – przetacznik ćmy (metafit)
- Veronica peregrina L. – przetacznik obcy (metafit)
- Veronica persica Poir. – przetacznik perski (metafit)
- Veronica polita Fr. – przetacznik lśniący (metafit)
- Veronica praecox All. – przetacznik wczesny
- Veronica prostrata L. – przetacznik rozesłany
- Veronica scutellata L. – przetacznik błotny
- Veronica serpyllifolia L. – przetacznik macierzankowy
- Veronica spicata L. – przetacznik kłosowy
- Veronica spuria L. ≡ V. paniculata L. – przetacznik zwodny
- Veronica sublobata M.A.Fisch. – przetacznik blady
- Veronica teucrium L. – przetacznik pagórkowy
- Veronica triloba (Opiz) Opiz – przetacznik trójklapowy
- Veronica triphyllos L. – przetacznik trójlistkowy (metafit)
- Veronica urticifolia Jacq. – przetacznik pokrzywolistny
- Veronica verna L. – przetacznik wiosenny

#### Scrophulariaceaetrędownikowate
- Limosella aquatica L. – namulnik brzegowy
- Scrophularia nodosa L. – trędownik bulwiasty
- Scrophularia scopolii Hoppe – trędownik omszony
- Scrophularia oblongifolia Loisel. ≡ S. umbrosa Dumort. – trędownik skrzydlaty
- Verbascum blattaria L. – dziewanna rdzawa
- Verbascum chaixi Vill. – dziewanna Chaixa
- Verbascum densiflorum Bertol. – dziewanna wielkokwiatowa
- Verbascum lanatum Schrad. – dziewanna wełnista
- Verbascum lychnitis L. – dziewanna firletkowa
- Verbascum nigrum L. – dziewanna pospolita
- Verbascum phlomoides L. – dziewanna kutnerowata
- Verbascum phoeniceum L. – dziewanna fioletowa
- Verbascum thapsus L. – dziewanna drobnokwiatowa

#### Verbenaceaewerbenowate
- Verbena officinalis L. – werbena pospolita (metafit)

### Asteralesastrowce

#### Asteraceaeastrowate
- Achillea crithmifolia Waldst. & Kit. – krwawnik kowniatkolistny (metafit)
- Achillea distans subsp. stricta (Gremli) Janch. ≡ A. stricta Schleich. – krwawnik wyprostowany
- Achillea millefolium L. – krwawnik pospolity
  - A. millefolium subsp. alpestris (Wimm., Günther & Grab.) Gremli ≡ A. sudetica Opiz – krwawnik sudecki
  - A. millefolium subsp. collina (Wirtg.) Oborný ≡ A. collina Becker ex Rchb. – krwawnik pagórkowy
- Achillea nobilis L. – krwawnik szlachetny (metafit?)
- Achillea pannonica Scheele – krwawnik pannoński
- Achillea ptarmica L. – krwawnik kichawiec
- Achillea salicifolia Besser – krwawnik wierzbolistny
- Achillea setacea Waldst. & Kit. – krwawnik szczecinkolistny
- Adenostyles alliariae (Gouan) Kern. – miłosna górska
- Ambrosia artemisiifolia L. – ambrozja bylicolistna (metafit)
- Ambrosia psilostachya DC. – ambrozja zachodnia (metafit)
- Anaphalis margaritacea (L.) Benth. & Hook.f. – anafalis perłowy (metafit)
- Antennaria carpatica (Wahlenb.) Bluff & Fingerh. – ukwap karpacki
- Antennaria dioica (L.) Gaertn. – ukwap dwupienny
- Anthemis arvensis L. – rumian polny (metafit)
- Anthemis cotula L. – rumian psi (metafit)
- Anthemis ruthenica M. Bieb. – rumian ruski (metafit)
- Aposeris foetida (L.) Cass. ex Less. – sałatnica leśna
- Arctium lappa L. – łopian większy
- Arctium minus (Hill) Bernh. – łopian mniejszy
- Arctium nemorosum Lej. – łopian gajowy
- Arctium tomentosum Mill. – łopian pajęczynowaty
- Arnica montana L. – arnika górska
- Arnoseris minima L. – chłodek drobny
- Artemisia abrotanum L. – bylica boże drzewko (metafit)
- Artemisia absinthium L. – bylica piołun (metafit)
- Artemisia annua L. – bylica roczna (metafit)
- Artemisia austriaca Jacq. – bylica austriacka (metafit)
- Artemisia biennis Willd. – bylica dwuletnia (metafit)
- Artemisia campestris L. – bylica polna
- Artemisia dracunculus L. – bylica draganek (metafit)
- Artemisia pontica L. – bylica pontyjska
- Artemisia scoparia Waldst. & Kit. – bylica miotłowa
- Artemisia eriantha Ten. – bylica skalna
- Artemisia vulgaris L. – bylica pospolita
- Aster alpinus L. – aster alpejski
- Aster amellus L. – aster gawędka
- Aster bellidiastrum Scop. ≡ Bellidiastrum michelii Cass. – stokrotnica górska[1], aster stokrotnicowaty[8]
- Bellis perennis L. – stokrotka pospolita
- Bidens cernua L. – uczep zwisły
- Bidens connata Muhl. ex Willd. – uczep zwodniczy (metafit)
- Bidens frondosa L. – uczep amerykański (metafit)
- Bidens radiata Thuill. – uczep śląski (metafit?)
- Bidens tripartita L. – uczep trójlistkowy
- Calendula arvensis L. – nagietek polny (metafit)
- Carduus acanthoides L. – oset nastroszony (metafit)
- Carduus collinus Waldst. & Kit. – oset pagórkowy
- Carduus crispus L. – oset kędzierzawy
- Carduus defloratus subsp. glaucus (Rchb.f.) Nyman ≡ C. glaucus Baumg. – oset siny
- Carduus × lobulatus Borbás – oset klapowany
- Carduus nutans L. – oset zwisły (metafit)
- Carduus personata (L.) Jacq. – oset łopianowaty
- Carlina acanthifolia subsp. utzka (Hacq.) Meusel & Kästner ≡ C. onopordifolia Rchb. – dziewięćsił popłocholistny
- Carlina acaulis L. – dziewięćsił bezłodygowy
- Carlina biebersteinii Bernh. ex Hornem.
  - C. biebersteinii subsp. biebersteinii ≡ C. longifolia Rchb. – dziewięćsił długolistny
  - C. biebersteinii subsp. brevibracteata (Andrae) K.Werner ≡ C. intermedia Schur – dziewięćsił pośredni
- Carlina vulgaris L. – dziewięćsił pospolity
- Centaurea cyanus L. – chaber bławatek (metafit)
- Centaurea diffusa Lam. – chaber drobnogłówkowy (metafit)
- Centaurea jacea L. – chaber łąkowy
  - C. jacea subsp. angustifolia (DC.) Gremli ≡ C. pannonica (Heuff.) Hayek – chaber pannoński
- Centaurea kotschyana Heuff. ex W.D.J. Koch – chaber Kotschyego
- Centaurea micranthos S.G.Gmel. ex Hayek – chaber drobnokoszyczkowy (metafit)
- Centaurea mollis Waldst. & Kit. – chaber miękkowłosy
- Centaurea nigra L. – chaber ciemny (metafit?)
- Centaurea oxylepis (Wimm. & Grab.) Hayek – chaber ostrołuskowy
- Centaurea phrygia L. – chaber austriacki
  - C. phrygia subsp. pseudophrygia (C.A.Mey.) Gugler ≡ C. pseudophrygia C.A. Mey. – chaber perukowy
  - C. phrygia subsp. stenolepis (A.Kern.) Gugler ≡ C. stenolepis A.Kern. – chaber wąskookrywowy
- Centaurea scabiosa L. – chaber driakiewnik
  - C. scabiosa subsp. alpestris (Hegetschw.) Nyman ≡ C. alpestris Hegetschw. & Heer – chaber alpejski
- Centaurea stoebe L. – chaber nadreński
- Centaurea triumfettii All. – chaber barwny
- Chondrilla juncea L. – chondrilla sztywna
- Chrysanthemum zawadzkii Herbich ≡ Dendranthema zawadzkii (Herbich) Tzvelev – chryzantema Zawadzkiego
- Cicerbita alpina Wallr. – modrzyk górski
- Cichorium intybus L. – cykoria podróżnik (metafit)
- Cirsium acaule (L.) Scop. – ostrożeń krótkołodygowy
- Cirsium arvense (L.) Scop. – ostrożeń polny
- Cirsium canum (L.) All. – ostrożeń siwy
- Cirsium decussatum Janka – ostrożeń siedmiogrodzki
- Cirsium eriophorum (L.) Scop. – ostrożeń głowacz
- Cirsium erisithales Scop. – ostrożeń lepki
- Cirsium helenoides (L.) Hill – ostrożeń dwubarwny
- Cirsium oleraceum (L.) Scop. – ostrożeń warzywny
- Cirsium palustre (L.) Scop. – ostrożeń błotny
- Cirsium pannonicum (L.f.) Link – ostrożeń pannoński
- Cirsium rivulare (Jacq.) All. – ostrożeń łąkowy
- Cirsium vulgare (Savi) Ten. – ostrożeń lancetowaty (metafit)
- Cirsium waldsteinii Rouy – ostrożeń wschodniokarpacki
- Cota tinctoria (L.) J.Gay ≡ Anthemis tinctoria L. – rumian żółty
- Crepis aurea (L.) Cass. – pępawa złota (metafit)
- Crepis biennis L. – pępawa dwuletnia
- Crepis capillaris (L.) Wallr. – pępawa zielona
- Crepis conyzifolia (Gouan) Dalla Torre – pępawa wielkokwiatowa
- Crepis jacquinii Tausch – pępawa Jacquina
- Crepis mollis (Jacq.) Asch. s.s. – pępawa miękka
  - C. mollis subsp. succisifolia (All.) Dostál ≡ C. succisifolia (All.) Tausch – pępawa czarcikęsolistna
- Crepis paludosa L. – pępawa błotna
- Crepis praemorsa (L.) Tausch – pępawa różyczkolistna
- Crepis rhoeadifolia M. Bieb. – pępawa makolistna
  - C. foetida subsp. rhoeadifolia (M.Bieb.) Celak. ≡ C. rhoeadifolia M.Bieb. – pępawa makolistna
- Crepis tectorum L. – pępawa dachowa
- Dittrichia graveolens (L.) Greuter – omanowiec wonny
- Doronicum austriacum Jacq. – omieg górski
- Doronicum clusii (All.) Tausch – omieg kozłowiec
- Echinops exaltatus Schrad. – przegorzan węgierski (metafit)
- Echinops sphaerocephalus L. – przegorzan kulisty (metafit)
- Erechtites hieraciifolius (L.) Raf. ex DC. – erechtites jastrzębcowaty (metafit)
- Erigeron acris (L.) – przymiotno ostre
- Erigeron alpinus (L.) – przymiotno alpejskie
- Erigeron annuus (L.) Desf – przymiotno białe (metafit)
- Erigeron canadensis L. ≡ Conyza canadensis (L.) Cronquist – przymiotno kanadyjskie (metafit)
- Erigeron droebachensis O.F.Müll.
- Erigeron hungaricus (Vierh.) Pawl. – przymiotno węgierskie
- Erigeron muralis Lapeyr. ≡ E. acris subsp. serotinus (Weihe) Greuter – przymiotno późne (p. ostre późne)
- Erigeron strigosus Muhl. ex Willd. ≡ E. ramosus (Walters) Britton, Sterns & Poggenb. – przymiotno gałęziste (metafit)
- Erigeron uniflorus (L.) – przymiotno jednokoszyczkowe
- Eupatorium cannabinum L. – sadziec konopiasty
- Euphrosyne xanthiifolia (Nutt.) A.Gray ≡ Iva xanthiifolia Nutt. – iwa rzepieniolistna (metafit)
- Euthamia graminifolia (L.) Nutt. ≡ Solidago graminifolia (L.) Elliott – nawłoć wąskolistna (metafit)
- Filago arvensis L. – nicennica polna
- Filago germanica (L.) Huds. ≡ F. vulgaris Lam. – nicennica niemiecka
- Filago lutescens Jord. – nicennica żółtawa
- Galatella linosyris (L.) Rchb.f. ≡ Linosyris vulgaris Cass. – ożota zwyczajna
- Galinsoga parviflora Cav. – żółtlica drobnokwiatowa (metafit)
- Galinsoga quadriradiata Ruiz & Pav. – żółtlica owłosiona (metafit)
- Glebionis segetum (L.) Fourr. ≡ Chrysanthemum segetum L. – złocień polny
- Gnaphalium uliginosum L. – szarota błotna
- Grindelia squarrosa (Pursh) Dunal – doględka nastroszona (metafit)
- Helianthus decapetalus L. – słonecznik dziesięciopłatkowy (metafit)
- Helianthus × laetiflorus Pers. – słonecznik jaskrawy (metafit)
- Helianthus tuberosus L. – słonecznik bulwiasty (metafit)
- Helichrysum arenarium (L.) Moench – kocanki piaskowe
- Helminthia echioides (L.) Gaertn. ≡ Picris echioides L. – goryczel żmijowcowy (metafit)
- Hieracium Tourn. ex L. – jastrzębiec (...)
- Homogyne alpina (L.) Cass. – podbiałek alpejski
- Hypochaeris glabra L. – prosienicznik gładki
- Hypochaeris maculata L. – prosienicznik plamisty
- Hypochaeris radicata L. – prosienicznik szorstki
- Hypochaeris uniflora Vill. – prosienicznik jednogłówkowy
- Inula helenium L. – oman wielki (metafit)
- Jacobaea abrotanifolia subsp. carpathica (Herbich) B.Nord. & Greuter ≡ Senecio carpaticus Herbich – starzec karpacki
- Jacobaea aquatica (Hill) G.Gaertn., B.Mey. & Scherb. ≡ Senecio aquaticus Hill – starzec wodny
- Jacobaea carniolica (Willd.) Schrank ≡ Senecio carniolicus Willd. – starzec kraiński
- Jacobaea erratica (Bertol.) Fourr. ≡ Senecio barbaraeifolius (Krock.) Wimm. & Grab.) – starzec gorczycznikowy
- Jacobaea erucifolia (L.) G.Gaertn., B.Mey. & Scherb. ≡ Senecio erucifolius L. – starzec srebrzysty
- Jacobaea paludosa (L.) G.Gaertn., B.Mey. & Scherb. ≡ Senecio paludosus L. – starzec bagienny
- Jacobaea subalpina (W.D.J.Koch) Pelser & Veldkamp ≡ Senecio subalpinus W.D.J. Koch – starzec górski
- Jacobaea vulgaris Gaertn. ≡ Senecio jacobaea L. – starzec jakubek
- Klasea lycopifolia (Vill.) Á.Löve & D.Löve ≡ Serratula lycopifolia (Vill.) Wettst. – sierpik różnolistny
- Lactuca muralis (L.) Gaertn. ≡ Mycelis muralis (L.) Dumort. – sałatnik leśny
- Lactuca serriola L. – sałata kompasowa (metafit)
- Lactuca tatarica (L.) C.A.Mey. – sałata tatarska (metafit)
- Lapsana communis L. – łoczyga pospolita
- Leontodon incanus (L.) Schrank – brodawnik szary
- Leontodon saxatilis Lam. – brodawnik różnoowockowy
- Leontodon hispidus L. – brodawnik zwyczajny
- Leontopodium nivale (Ten.) A.Huet ex Hand.-Mazz. ≡ L. alpinum Cass. – szarotka alpejska
- Leucanthemopsis alpina (L.) Heywood – złocieniec alpejski
- Leucanthemum adustum (W.D.J.Koch) Gremli – jastrun górski
- Leucanthemum ircutianum DC. – jastrun zapoznany
- Leucanthemum rotundifolium DC. – jastrun okrągłolistny
- Leucanthemum vulgare Lam. – jastrun właściwy
- Logfia minima (Sm.) Dumort. ≡ Filago minima (Sm.) Pers. – suchotki drobne[9]
- Matricaria discoidea DC. ≡ Chamomilla suaveolens (Pursh) Rydb. – rumianek bezpromieniowy
- Matricaria chamomilla L. ≡ Chamomilla recutita (L.) Rauschert – rumianek pospolity
- Omalotheca hoppeana (W.D.J.Koch) Sch.Bip. & F.W.Schultz ≡ Gnaphalium hoppeanum W.D.J. Koch – szarota Hoppego
- Omalotheca norvegica (Gunnerus) Sch.Bip. & F.W.Schultz ≡ Gnaphalium norvegicum Gunnerus – szarota norweska
- Omalotheca supina (L.) DC. ≡ Gnaphalium supinum L. – szarota drobna
- Omalotheca sylvatica (L.) Sch.Bip. & F.W.Schultz ≡ Gnaphalium sylvaticum L. – szarota leśna
- Onopordum acanthium L. – popłoch pospolity (metafit)
- Pentanema britannica (L.) D.Gut.Larr., Santos-Vicente, Anderb., E.Rico & M.M.Mart.Ort. ≡ Inula britannica L. – oman łąkowy
- Pentanema ensifolium (L.) D.Gut.Larr., Santos-Vicente, Anderb., E.Rico & M.M.Mart.Ort. ≡ Inula ensifolia L. – oman wąskolistny
- Pentanema germanicum (L.) D.Gut.Larr., Santos-Vicente, Anderb., E.Rico & M.M.Mart.Ort. ≡ Inula germanica L. – oman niemiecki
- Pentanema hirtum (L.) D.Gut.Larr., Santos-Vicente, Anderb., E.Rico & M.M.Mart.Ort. ≡ Inula hirta L. – oman szorstki
- Pentanema salicinum (L.) D.Gut.Larr., Santos-Vicente, Anderb., E.Rico & M.M.Mart.Ort. ≡ Inula salicina L. – oman wierzbolistny
- Pentanema squarrosum (L.) D.Gut.Larr., Santos-Vicente, Anderb., E.Rico & M.M.Mart.Ort. ≡ Inula conyza DC. – oman szlachtawa
- Petasites albus (L.) Gaertn. – lepiężnik biały
- Petasites hybridus (L.) G.Gaertn., B.Mey. & Scherb. – lepiężnik różowy
- Petasites kablikianus Bercht. – lepiężnik wyłysiały
- Petasites spurius Rchb.f. – lepiężnik kutnerowaty
- Picris hieracioides L. – goryczel jastrzębcowaty
- Pilosella Hill. – kosmaczek (...)
- Prenanthes purpurea L. – przenęt purpurowy
- Pseudognaphalium luteoalbum (L.) Hilliard & B.L.Burtt ≡ Gnaphalium luteo-album L. – szarota żółtobiała
- Pulicaria dysenterica (L.) Bernh. – płesznik czerwonkowy
- Pulicaria vulgaris Gaertn. – płesznik zwyczajny
- Rudbeckia hirta L. – rudbekia owłosiona (metafit)
- Rudbeckia laciniata L. – rudbekia naga (metafit)
- Scorzonera humilis L. – wężymord niski
- Scorzonera purpurea L. – wężymord stepowy
- Scorzonera rosea Waldst. & Kit. – wężymord górski
- Scorzoneroides autumnalis (L.) Moench ≡ Leontodon autumnalis L. – brodawnik jesienny
- Scorzoneroides pseudotaraxaci (Schur) Holub ≡ Leontodon pseudotaraxaci Schur – brodawnik tatrzański
- Senecio doria L. ≡ S. macrophyllus M. Bieb. – starzec wielkolistny
- Senecio hercynicus Herborg – starzec hercyński
- Senecio hercynicus subsp. ucranicus (Hodálová) Greuter ≡ S. ucranicus Hodálová – starzec ukraiński
- Senecio inaequidens DC. – starzec nierównozębny (metafit)
- Senecio nemorensis subsp. jacquinianus (Rchb.) Čelak. ≡ S. germanicus Wallr. – starzec niemiecki
- Senecio ovatus (P. Gaertn., B. Mey. & Scherb.) Willd. – starzec jajowaty
- Senecio sarracenicus L. ≡ S. fluviatilis Wallr. – starzec nadrzeczny
- Senecio sylvaticus L. – starzec leśny
- Senecio umbrosus Waldst. & Kit. – starzec cienisty (gat. wymarły)
- Senecio vernalis Waldst. & Kit. – starzec wiosenny (metafit)
- Senecio viscosus L. – starzec lepki
- Senecio vulgaris L. – starzec zwyczajny (metafit)
- Solidago canadensis L. – nawłoć kanadyjska (metafit)
- Solidago gigantea Aiton – nawłoć późna (metafit)
- Solidago × niederederi Khek – nawłoć Niederedera
- Solidago virgaurea L. – nawłoć pospolita (w tym nawłoć alpejska Solidago alpestris Waldst. & Kit.)
- Sonchus arvensis L. – mlecz polny
- Sonchus asper (L.) Hill – mlecz kolczasty (metafit)
- Sonchus oleraceus L. – mlecz zwyczajny (metafit)
- Sonchus palustris L. – mlecz błotny
- Symphyotrichum lanceolatum (Willd.) G.L.Nesom ≡ Aster lanceolatus Willd. – aster lancetowaty (metafit)
- Symphyotrichum novae-angliae (L.) G.L.Nesom ≡ Aster novae-angliae L. – aster nowoangielski (metafit)
- Symphyotrichum novi-belgii (L.) G.L.Nesom ≡ Aster novi-belgii L. – aster nowobelgijski (metafit)
- Symphyotrichum × salignum (Willd.) G.L.Nesom ≡ Aster × salignus Willd. – aster wierzbolistny (metafit)
- Symphyotrichum tradescanti (L.) G.L.Nesom ≡ Aster tradescantii L. – aster drobnokwiatowy (metafit)
- Tanacetum corymbosum (L.) Sch.Bip. – wrotycz baldachogroniasty
- Tanacetum partheniifolium (Willd.) Sch.Bip. – wrotycz marunolistny (metafit)
- Tanacetum parthenium (L.) Sch.Bip. – wrotycz maruna (metafit)
- Tanacetum vulgare L. – wrotycz pospolity
- Taraxacum Weber ex F.H.Wigg. – mniszek (...)
- Telekia speciosa (Schreb.) Baumg. – smotrawa okazała (metafit)
- Tephroseris crispa (Jacq.) Rchb. ≡ Senecio rivularis (Waldst. & Kit.) DC. – starzec kędzierzawy
- Tephroseris integrifolia (L.) Holub ≡ Senecio integrifolius (L.) Clairv. – tefroseris całolistny[8]
  - T. integrifolia subsp. aurantiaca (Hoppe) B.Nord. ex Greuter ≡ Senecio aurantiacus (Hoppe) Less. – starzec pomarańczowy
  - T. integrifolia subsp. capitata (Wahlenb.) B.Nord. ≡ Senecio capitatus (Wahlenb.) Steud. – starzec główkowaty
- Tephroseris palustris (L.) Schrenk ex Rchb. ≡ Senecio congestus (R. Br.) DC. – starzec błotny
- Tephroseris papposa (Rchb.) Schur ≡ Senecio papposus (Rchb.) Less. – starzec długolistny
- Tragopogon dubius Scop. – kozibród wielki
- Tragopogon floccosus Waldst. & Kit. – kozibród pajęczynowaty
- Tragopogon orientalis L. – kozibród wschodni
- Tragopogon pratensis L. – kozibród łąkowy
- Tripleurospermum inodorum (L.) Sch.Bip. ≡ Matricaria maritima L. subsp. inodora (L.) Dostal – maruna bezwonna (metafit)
- Tripolium pannonicum (Jacq.) Dobrocz. ≡ Aster tripolium L. – aster solny
- Tussilago farfara L. – podbiał pospolity
- Xanthium orientale L. ≡ X. albinum (Widder) Scholz & Sukopp – rzepień włoski (metafit)
- Xanthium spinosum L. – rzepień kolczasty (metafit)
- Xanthium strumarium L. – rzepień pospolity (metafit)

#### Campanulaceaedzwonkowate
- Adenophora liliifolia (L.) A.DC. – dzwonecznik wonny
- Campanula alpina Jacq. – dzwonek alpejski
- Campanula barbata L. – dzwonek brodaty
- Campanula bohemica Hruby in Polivka, Domin & Podp. – dzwonek karkonoski
- Campanula bononiensis L. – dzwonek boloński
- Campanula cervicaria L. – dzwonek szczeciniasty
- Campanula cochleariifolia Lam. – dzwonek drobny
- Campanula glomerata L. – dzwonek skupiony
- Campanula latifolia L. – dzwonek szerokolistny
- Campanula patula L. – dzwonek rozpierzchły
  - C. patula subsp. abietina (Griseb. & Schenk) Simonk. ≡ C. abietina Griseb. & Schenk – dzwonek rozłogowy
- Campanula persicifolia L. – dzwonek brzoskwiniolistny
- Campanula rapunculoides L. – dzwonek jednostronny
- Campanula rapunculus L. – dzwonek rapunkuł (metafit)
- Campanula rotundifolia L. – dzwonek okrągłolistny
- Campanula scheuchzeri Vill. – dzwonek Scheuchzera
- Campanula serrata (Kit.) Hendrych – dzwonek piłkowany
- Campanula sibirica L. – dzwonek syberyjski
- Campanula tatrae Borbás ≡ C. polymorpha Witasek – dzwonek wąskolistny
- Campanula trachelium L. – dzwonek pokrzywolistny
- Jasione montana L. – jasieniec piaskowy
- Lobelia dortmanna L. – lobelia jeziorna
- Phyteuma orbiculare L. – zerwa kulista
- Phyteuma spicatum L. – zerwa kłosowa
- Phyteuma  vagneri A.Kern. – zerwa ciemna[18]

#### Menyanthaceaebobrkowate
- Menyanthes trifoliata L. – bobrek trójlistkowy
- Nymphoides peltata (S.G. Gmel.) Kuntze – grzybieńczyk wodny

### Apialesselerowce

#### Apiaceaeselerowate
- Aegopodium podagraria L. – podagrycznik pospolity
- Aethusa cynapium L. – blekot pospolity
  - A. cynapium subsp. elata (Hoffm.) Schübl. & G.Martens ≡ A. cynapioides M. Bieb. – blekot cienisty
- Angelica archangelica L. – dzięgiel litwor
- Angelica sylvestris L. – dzięgiel leśny
- Anthriscus caucalis M.Bieb. – trybula pospolita (metafit)
- Anthriscus cerefolium (L.) Hoffm. – trybula ogrodowa (metafit)
- Anthriscus nitida (Wahlenb.) Hazsl. – trybula lśniąca
- Anthriscus sylvestris (L.) Hoffm. – trybula leśna
- Astrantia major L. – jarzmianka większa
- Berula erecta (Huds.) Coville – potocznik wąskolistny
- Bupleurum falcatum L. – przewiercień sierpowaty
- Bupleurum longifolium L. – przewiercień długolistny
- Bupleurum ranunculoides L. – przewiercień jaskrowaty
- Bupleurum rotundifolium L. – przewiercień okrągłolistny (metafit)
- Bupleurum tenuissimum L. – przewiercień cienki
- Carum carvi L. – kminek zwyczajny
- Caucalis platycarpos L. – włóczydło polne
- Cenolophium denudatum (Fisch. ex Hornem.) Tutin – wzdęcin Fischera (metafit)
- Chaerophyllum aromaticum L. – świerząbek korzenny
- Chaerophyllum aureum L. – świerząbek złotawy (metafit)
- Chaerophyllum bulbosum L. – świerząbek bulwiasty
- Chaerophyllum hirsutum L. – świerząbek orzęsiony
- Chaerophyllum temulum L. – świerząbek gajowy
- Cicuta virosa L. – szalej jadowity
- Conioselinum tataricum Hoffm. – szczwoligorz tatarski
- Conium maculatum L. – szczwół plamisty (metafit)
- Daucus carota L. – marchew zwyczajna
- Eryngium campestre L. – mikołajek polny
- Eryngium maritimum L. – mikołajek nadmorski
- Eryngium planum L. – mikołajek płaskolistny
- Falcaria vulgaris Bernhardi – sierpnica pospolita
- Helosciadium inundatum (L.) Koch – pęczyna wodna
- Helosciadium nodiflorum (L.) Koch – pęczyna węzłobaldachowa
- Helosciadium repens (Jacq.) Koch. – pęczyna błotna
- Heracleum mantegazzianum Sommier & Levier – barszcz Mantegazziego (metafit)
- Heracleum sosnowskyi Manden. – barszcz Sosnowskiego (metafit)
- Heracleum sibiricum L. – barszcz syberyjski
- Heracleum sphondylium L. – barszcz zwyczajny
- Kadenia dubia (Schkuhr) Lavrova & V.N.Tikhom. ≡ Cnidium dubium (Schkuhr) Schmeil & Fitschen – selernica żyłkowana
- Laser archangelica (Wulfen) Spalik & Wojew. ≡ Laserpitium archangelica Wulfen – okrzyn jeleni
- Laserpitium latifolium L. – okrzyn szerokolistny
- Libanotis pyrenaica (L.) Bourg. – oleśnik górski
- Libanotis sibirica (L.) W.D.J. Koch – oleśnik syberyjski
- Meum athamanticum Jacq. – wszewłoga górska
- Mutellina purpurea (Poir.) Reduron, Charpin & Pimenov – marchwica pospolita
- Myrrhis odorata (L.) Scop. – marchewnik anyżowy
- Oenanthe aquatica (L.) Poir. – kropidło wodne
- Oenanthe fistulosa L. – kropidło piszczałkowate
- Oenanthe lachenalii C.C.Gmel. – kropidło Lachenala
- Ostericum palustre (Besser) Besser – starodub łąkowy
- Neogaya simplex (L.) Meisn. ≡ Pachypleurum simplex (L.) Rchb. – nibymarchwica pojedyncza
- Pastinaca sativa L. – pasternak zwyczajny
  - P. sativa subsp. urens (Req. ex Godr.) Čelak. ≡ P. opaca Bernh. – pasternak ćmy
- Peucedanum alsaticum L. – gorysz alzacki
- Peucedanum cervaria (L.) Lapeyr. – gorysz siny
- Peucedanum oreoselinum (L.) Moench – gorysz pagórkowy
- Peucedanum ostruthium (L.) W.D.J.Koch – gorysz miarz
- Peucedanum palustre (L.) Moench – gorysz błotny
- Pimpinella major (L.) Huds. – biedrzeniec wielki
- Pimpinella saxifraga L. – biedrzeniec mniejszy
  - P. saxifraga subsp. nigra (Mill.) Gaudin ≡ P. nigra Mill. – biedrzeniec czarny
- Pleurospermum austriacum (L.) Hoffm. – żebrowiec górski
- Sanicula epipactis (Scop.) E.H.L.Krause ≡ Hacquetia epipactis (Scop.) DC. – cieszynianka wiosenna
- Sanicula europaea L. – żankiel zwyczajny
- Scandix pecten-veneris L. – czechrzyca grzebieniowa
- Selinum carvifolium (L.) L. – olszewnik kminkolistny
- Seseli annuum L. – żebrzyca roczna
- Silaum silaus (L.) Schinz & Thell. – koniopłoch łąkowy
- Silphiodaucus prutenicus (L.) Spalik, Wojew., Banasiak, Piwczyński & Reduron ≡ Laserpitium prutenicum L. – okrzyn łąkowy
- Sium latifolium L. – marek szerokolistny
- Sium sisarum L. – marek kucmerka
- Torilis japonica (Houtt.) DC. – kłobuczka pospolita

#### Araliaceaearaliowate
- Hydrocotyle vulgaris L. – wąkrota zwyczajna
- Hedera helix L. – bluszcz pospolity

### Dipsacalesszczeciowce

#### Adoxaceaepiżmaczkowate
- Adoxa moschatellina L. – piżmaczek wiosenny
- Sambucus ebulus L. – bez hebd
- Sambucus nigra L. – bez czarny
- Sambucus racemosa L. – bez koralowy
- Viburnum lantana L. – kalina hordowina (metafit)
- Viburnum opulus L. – kalina koralowa

#### Caprifoliaceaeprzewiertniowate
- Dipsacus fullonum L. – szczeć pospolita
- Dipsacus laciniatus L. – szczeć wykrawana
- Dipsacus pilosus L. – szczeć owłosiona
- Knautia arvensis (L.) Coult. – świerzbnica polna
- Knautia dipsacifolia Kreutzer – świerzbnica leśna
- Knautia kitaibelii (Schult.) Borbás – świerzbnica karpacka
- Linnaea borealis L. – zimoziół północny
- Lonicera bella Zabel – wiciokrzew Bella (metafit)
- Lonicera caprifolium L. – wiciokrzew przewiercień (metafit)
- Lonicera maackii (Rupr.) Maxim. – wiciokrzew Maacka (metafit)
- Lonicera nigra L. – wiciokrzew czarny
- Lonicera periclymenum L. – wiciokrzew pomorski
- Lonicera tatarica L. – wiciokrzew tatarski (metafit)
- Lonicera xylosteum L. – wiciokrzew pospolity
- Scabiosa canescens Waldst. & Kit. – driakiew wonna
- Scabiosa columbaria L. – driakiew gołębia
- Scabiosa lucida Vill. – driakiew lśniąca
- Scabiosa ochroleuca L. – driakiew żółta
- Succisa pratensis Moench – czarcikęs łąkowy
- Succisella inflexa (Kluk) Beck – czarcikęsik Kluka
- Symphoricarpos albus (L.) S.F. Blake – śnieguliczka biała (metafit)
- Valeriana dioica L. – kozłek dwupienny
  - V. dioica subsp. simplicifolia (Rchb.) Nyman ≡ V. simplicifolia (Rchb.) Kabath – kozłek całolistny
- Valeriana excelsa subsp. sambucifolia (J.C. Mikan ex Pohl) Holub ≡ V. sambucifolia J.C. Mikan – kozłek bzowy
- Valeriana officinalis L. – kozłek lekarski
- Valeriana stolonifera subsp. angustifolia Soó ≡ V. angustifolia Tausch – kozłek wąskolistny
- Valeriana tripteris L. – kozłek trójlistkowy
- Valerianella dentata (L.) Pollich – roszpunka ząbkowana (metafit)
- Valerianella locusta Laterr em. Betcke – roszpunka warzywna (metafit)
- Valerianella mixta Dufr. – roszpunka mieszana (metafit?)
- Valerianella rimosa Bastard – roszpunka bruzdkowana (metafit)